# Liste von Mühlen an der Zwickauer Mulde

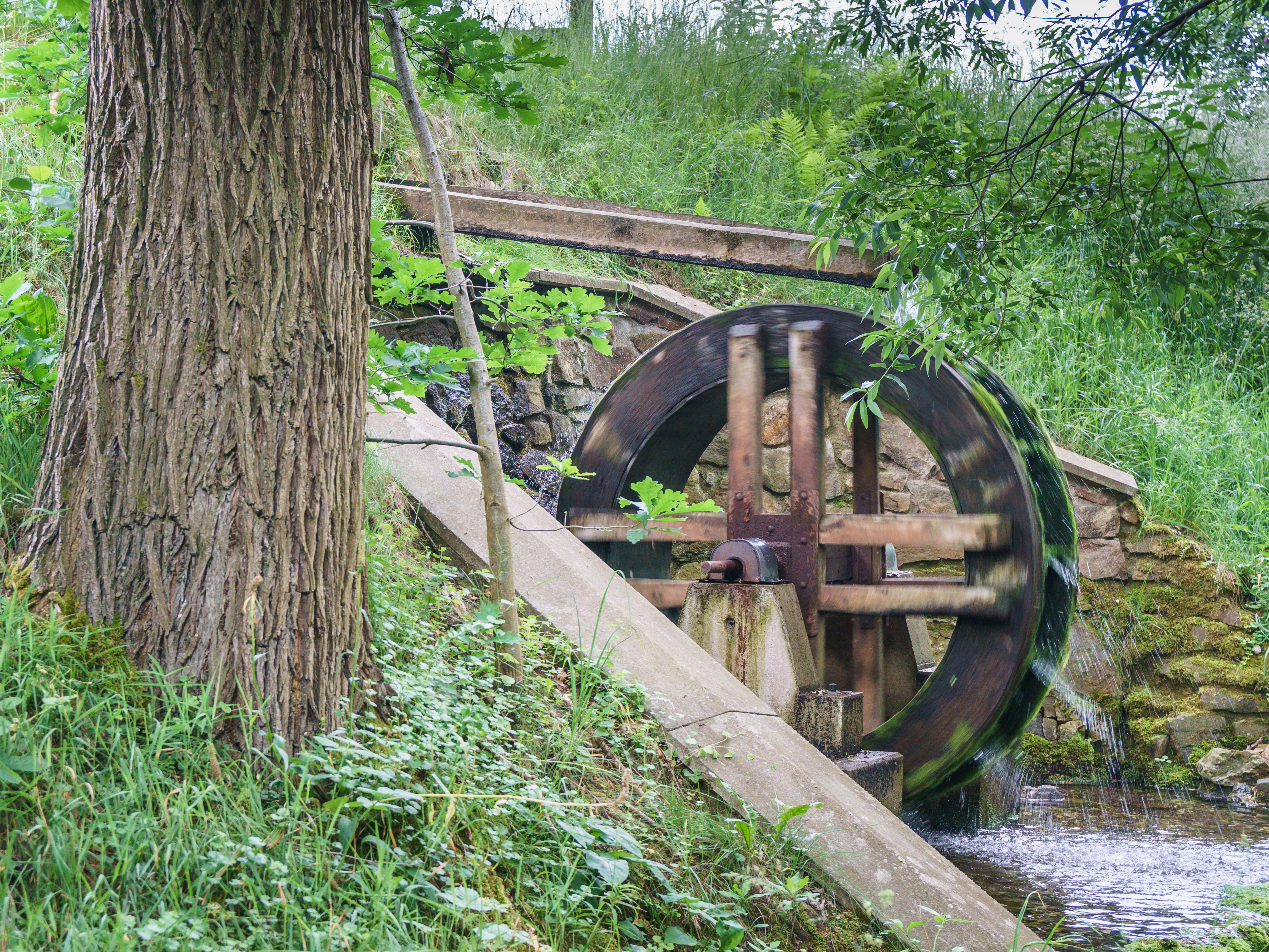
Wasserrad oberhalb der Zschetzscher Mühle

Die Liste von Mühlen an der Zwickauer Mulde gibt eine Übersicht über historische Wassermühlen an der Zwickauer Mulde und ihren kleineren Zuflüssen unabhängig davon, ob sie noch existieren oder bereits verfallen und abgerissen sind. Es wurden etwa 190 Mühlenstandorte erfasst. Viele Mühlen existieren nicht mehr, einige sind umgebaut und dienen anderen Zwecken.
Zu den Wassermühlen entlang größerer Nebenflüsse der Zwickauer Mulde siehe:
- Liste von Mühlen an der Chemnitz
- Liste von Mühlen am Schwarzwasser (Mulde)

Bei Mühlen, die unter Denkmalschutz stehen, kann über die ID-Nummer der jeweilige Denkmaltext aus der sächsischen Denkmalliste aufgerufen werden. Die historische Bedeutung der Mühlen als Einzeldenkmale ergibt sich aus dem Denkmaltext des Landesamts für Denkmalpflege Sachsen.

## Legende
- Bild: zeigt ein Bild der Mühle und gegebenenfalls einen Link zu weiteren Fotos.
- Bezeichnung: Name der Mühle.
- Lage: Ortsteil bzw. Gemarkung sowie Straßenname und Hausnummer. Der Link Karte führt zur Kartendarstellung.
- Datierung: gibt das Jahr der Fertigstellung oder den Zeitraum der Errichtung an.
- Beschreibung: Angabe baulicher und geschichtlicher Einzelheiten, von Denkmaleigenschaften sowie ehemaligen Besitzern oder Bewohnern der Mühle.
- ID: Falls die Mühle ein Kulturdenkmal ist, ist hier die ID-Nr. des Landesamts für Denkmalpflege Sachsen angegeben. Ein ggf. vorhandenes Icon  führt zu den Angaben bei Wikidata.

## Liste von Mühlen an der Zwickauer Mulde
Die Liste der ehemaligen Mühlen ist entsprechend der örtlichen Lage von der Quelle bis zum Zusammenfluss mit der Freiberger Mulde gegliedert.
| Bild                                    | Bezeichnung                                                                    | Lage                                                   | Datierung         | Beschreibung | ID       |
| --------------------------------------- | ------------------------------------------------------------------------------ | ------------------------------------------------------ | ----------------- | --- | -------- |
| Direkt Bild zu diesem Denkmal hochladen | Hammermühle Hammerbrücke                                                       | Hammerbrücke, Am Bahnhof 3 (Karte)                     |                   | ehem. Hammermühle Hammerbrücke, später Sägemühle |          |
| Direkt Bild zu diesem Denkmal hochladen | Alte Mühle; Hessenmühle                                                        | Jägersgrün, Klingenthaler Straße (Karte)               |                   | ehem. Hessenmühle Jägersgrün, in den 1990er Jahren abgerissen, genaue Lage unklar |          |
| Weitere Bilder                          | Hammermühle Tannenbergsthal                                                    | Tannenbergsthal, Klingenthaler Straße 29 (Karte)       | 1718              | ehem. Mühle, Hammerherrenhaus Tannenbergsthal, an der Kleinen Pyra; ehemaliges Hammerherrenhaus mit Seitengebäude im Hof; stattlicher Putzbau mit hohem Mansarddach, schönes barockes Portal, ortsgeschichtlich und bauhistorisch bedeutsam. | 09234462 |
| Direkt Bild zu diesem Denkmal hochladen | Mühlenhammer                                                                   | Muldenhammer (Karte)                                   |                   | ehem. Hammermühle in Muldenhammer, genaue Lage unklar |          |
| Direkt Bild zu diesem Denkmal hochladen | Hammermühle Morgenröthe; Hammerherrenhaus Lattermann                           | Morgenröthe-Rautenkranz, Pyratalstraße 35 (Karte)      | 1692              | ehem. Hammermühle Morgenröthe an der Großen Pyra, Hammerherrenhaus Lattermann; ehemaliges Hammerherrenhaus; alte Ortslage Morgenröthe, ehemals Teil des Eisenhüttenwerkes der Firma Lattermann, stattlicher Putzbau mit klassizistisch wirkender Fassade, im Zwerchhaus ein gotisierendes Spitzbogenfenster, von ortsgeschichtlichem, regionalhistorischem und baugeschichtlichem Wert. | 09234365 |
| Direkt Bild zu diesem Denkmal hochladen | Hessmühle Morgenröthe                                                          | Morgenröthe-Rautenkranz, Pyratalstraße 5 (Karte)       |                   | ehem. Hessmühle Morgenröthe an der Großen Pyra, jetzt Gasthof |          |
| Direkt Bild zu diesem Denkmal hochladen | Mühle Carlsfeld                                                                | Carlsfeld, Carlsfelder Hauptstraße 63 (Karte)          |                   | ehem. Sägemühle Carlsfeld an der Wilzsch |          |
| Direkt Bild zu diesem Denkmal hochladen | Brettmühle Carlsfeld                                                           | Carlsfeld (Karte)                                      |                   | ehem. Brettmühle Carlsfeld an der Wilzsch |          |
|                                         | Papiermühle Carlsfeld                                                          | Carlsfeld, Blechhammer (Karte)                         | 2. Hälfte 19. Jh. | ehem. Papiermühle Carlsfeld, verbliebener Rest unter Denkmalschutz: Teil eines Kollergangs einer ehemaligen Papiermühle; von technikgeschichtlicher Bedeutung. | 08956703 |
| Direkt Bild zu diesem Denkmal hochladen | Wilzschmühle                                                                   | Carlsfeld, Carslfelder Hauptstraße (Karte)             |                   | ehem. Wilzschmühle an der Wilzsch, Sägemühle |          |
| Direkt Bild zu diesem Denkmal hochladen | Papierfabrik Bretschneider Schönheide                                          | Schönheide, Muldenstraße 4 (Karte)                     |                   | ehem. Papiermühle, Papierfabrik Bretschneider Schönheide, später Faserplattenwerk. Turbinenhaus und Werksgraben (hinter Muldenstraße 7); Bestandteile der bis heute betriebenen Wasserkraftanlage einer ehem. Papierfabrik, Turbinenhaus als zeittypischer Klinkerbau, breiter und teilweise überdeckter Werksgraben rechtsseitig der Zwickauer Mulde, von ortshistorischer, wirtschaftsgeschichtlicher und technikgeschichtlicher Bedeutung. | 08957093 |
| Direkt Bild zu diesem Denkmal hochladen | Hammermühle; Schönheiderhammer                                                 | Schönheiderhammer (Karte)                              |                   | ehem. Hammermühle sowie Mahl- und Schneidmühle Schönheiderhammer |          |
|                                         | Hammermühle in Muldenhammer                                                    | Muldenhammer (Karte)                                   |                   | ehem. Hammermühle, Muldenhammer, im Staubereich der Talsperre Eibenstock, genaue Lage unklar |          |
| Direkt Bild zu diesem Denkmal hochladen | Hammergut Neidhardtsthal; Neidhardtsthaler Eisenhammer                         | Blauenthal, Dorfstraße 5 (Karte)                       | 1681              | ehem. Hammermühle, Hammergut Neidhardtsthal; Neidhardtsthaler Eisenhammer; ehemaliges Hammerherrenhaus (heute Wohnhaus), mit Einfriedung; Hammerherrenhaus des seit dem 16. Jh. belegten Neidhardtsthaler Eisenhammerwerks, stattliches Relikt der Geschichte der Eisenverhüttung und Eisenverarbeitung im Westerzgebirge, namensgebende Keimzelle des Ortes, von hoher ortsgeschichtlicher und bildprägender Relevanz. | 08956747 |
| Direkt Bild zu diesem Denkmal hochladen | Hammermühle, Hammergut Oberblauenthal                                          | Blauenthal, Bretschneiderstraße 2 (Karte)              | 1651              | ehem. Hammermühle, Hammergut Oberblauenthal; ehemaliges Herrenhaus eines Hammerwerkes (heute Wohnhaus), mit zwei aneinandergebauten Seitengebäuden, Einfriedung und zwei Toreinfahrten zum Hof; Herrenhaus stattlicher Putzbau mit Erker und schönem Portal, stark ortsbildprägende, eindrucksvolle Anlage von ortshistorischer und bauhistorischer Bedeutung. | 08956742 |
| Direkt Bild zu diesem Denkmal hochladen | Papiermühle Blauenthal, später Pappenfabrik C. G. Bretschneider                | Blauenthal, Bretschneiderstraße 5 (Karte)              | um 1870           | ehem. Papiermühle, später Pappenfabrik C. G. Bretschneider; Papierfabrik mit Verwaltungsgebäude, zwei aneinander gebauten Produktionsgebäuden, Maschinenhaus und Schornstein; repräsentatives Zeugnis lokaler Produktionsgeschichte, von landschaftsprägender und technikgeschichtlicher Bedeutung. | 08956740 |
| Weitere Bilder                          | Hammergut Blauenthal                                                           | Blauenthal, Blauenthaler Hauptstraße 2; 3; 4 (Karte)   | 1677              | ehem. Hammermühle; Hammergut Blauenthal (Sachgesamtheit), mit folgenden Einzeldenkmalen: Herrenhaus eines ehemaligen Hammerwerkes, mit Scheune, zwei Stall- und Wohngebäuden (Nr. 3 ehem. Brauerei und Nr. 4), Torhaus, dazu terrassierter Park, Einfriedung mit Torbogen und Mausoleum auf dem Feld südlich des Hammergutes, repräsentatives Baudenkmal von ortsgeschichtlicher und baugeschichtlicher Bedeutung sowie Brauereigebäude industriegeschichtlich bedeutend. Das Herrenhaus des ehemaligen Hammerwerks Blauenthal ist ein Kulturdenkmal, an dessen Erhaltung aus ortsgeschichtlichen, baugeschichtlichen und technikgeschichtlichen Gründen ein großes öffentliches Interesse besteht. | 09305444 |
| Direkt Bild zu diesem Denkmal hochladen | Bretmühle Eibenstock                                                           | Eibenstock, Wiesenweg 4 (Karte)                        |                   | ehem. Bretmühle Eibenstock am Grünen Graben |          |
| Direkt Bild zu diesem Denkmal hochladen | Zimmersacher-Mühle bei Eibenstock                                              | Eibenstock, Zimmersacher 2 (Karte)                     |                   | ehem. Zimmersacher-Mühle bei Eibenstock an der Großen Bockau |          |
| Direkt Bild zu diesem Denkmal hochladen | Sägemühle Sosa                                                                 | Sosa, Bockauer Straße 19 (Karte)                       | um 1800           | ehem. Sägemühle in Sosa am Sosabach; Wohnhaus einer Sägemühle; Obergeschoss Fachwerk, Zeugnis des dörflichen Handwerks am typischen Standort, baugeschichtlich und ortsgeschichtlich von Bedeutung. | 09238040 |
| Direkt Bild zu diesem Denkmal hochladen | Papiermühle Albernau, Holzschleiferei und Pappenfabrik Schindlers Werk         | Albernau, Schindlerswerk 14 (Karte)                    | 1886              | ehem. Papiermühle Albernau, Holzschleiferei und Pappenfabrik Schindlers Werk; Pappenfabrik (ehemals Papiermühle) der Blaufarbenfabrik »Schindlerswerk«; von der Hauptfabrik etwas abgelegener Bestandteil des technischen Denkmalensembles Schindlers Werk, mit bauhistorischer, technikgeschichtlicher und ortsgeschichtlicher Bedeutung. | 08958562 |
| Weitere Bilder                          | Mühle Albernau                                                                 | Albernau, Schindlerswerk 9 (Karte)                     | 1649              | ehem. Mühle Albernau, Blaufarbenfabrik »Schindlers Werk«; auch Schneeberger Ultramarinfabrik; Sachgesamtheit Blaufarbenfabrik »Schindlers Werk«, mit den Einzeldenkmalen: Herrenhaus (Kontor), Labor, Magazin, Nassmühle, ehemaliges Maschinenhaus (Wasserhaus, Sägewerk, Kistenmacherei, Entwässerung und Schlämmerei, Blaumühle, Trockenmühle und Fasspackerei, mechanische Werkstatt, drei Ofengebäude einschl. der Brennöfen (Hütte 1, 2, 3), zugehöriger Schornstein (runder Querschnitt), Tonformerei und Sortiererei, Packerei, Bäder und Versand, Schornstein, Wohnhaus (ehemals »Schachtelhaus«), Wehr, Werkskanal bestehend aus Ober- und Untergraben einschließlich aller Stützmauern, Schütze und Abschläge, eine Wasserturbine sowie Hangstützmauer mit zwei Bergkellern; bedeutende Zeugnisse der frühen sächsischen Montanindustrie mit hoher technikhistorischer, baugeschichtlicher und ortsgeschichtlicher Relevanz, ehemals wichtiger Standort der vormals autarken Blaufarbenproduktion, seit 2019 zugehörig zur Kernzone und Pufferzone des UNESCO-Welterbes »Montanregion Erzgebirge/Krušnohoři«.                                                              | 08958566 |
| Direkt Bild zu diesem Denkmal hochladen | Holzschleiferei Auerhammer; AG Sächsische Werke Aue                            | Auerhammer, Bockauer Talstraße 22; 24 (Karte)          | 1880              | ehem. Hammermühle, Holzschleiferei Auerhammer, AG Sächsische Werke. Produktionsgebäude, Kontorgebäude, Nebengebäude, Rohrleitung, Fußgänger- und Rohrleitungsbrücke über die Zwickauer Mulde, Rechenhaus mit Überfall sowie zuleitender Betriebsgraben einer ehemaligen Holzschleiferei; umfangreich erhaltenes Ensemble eines ehemaligen Produktionsstandorts mit komplexer Wasserkraftanlage, als Zeugnisse der Auer Industriegeschichte von industriegeschichtlicher, technikgeschichtlicher und baugeschichtlicher Bedeutung. | 08957512 |
| Weitere Bilder                          | Auerhammer                                                                     | Aue, Wettinerstraße 108 (Karte)                        | 1646              | ehem. Hammermühle, Herrenhaus Auerhammer. Ehemaliges Hammerherrenhaus des Eisenhammerwerks Auerhammer; Fachwerk-Obergeschoss in reicher Gestaltung, als letztes Zeugnis des ursprünglichen Hammerwerks und als Keimzelle der für die Auer Industrieentwicklung wichtigen Argentanfabrik des Ernst August Geitner (1783–1852) von hoher technikgeschichtlicher, ortsgeschichtlicher und baugeschichtlicher Bedeutung. | 08957423 |
| Direkt Bild zu diesem Denkmal hochladen | Mühle Aue                                                                      | Aue, Schlemaer Straße 46 (Karte)                       |                   | ehem. Mühle Aue, jetzt Wasserkraftwerk |          |
| Direkt Bild zu diesem Denkmal hochladen | Mühle Schlema                                                                  | Niederschlema, Alte Lößnitzer 51 (Karte)               |                   | ehem. Mühle Schlema, jetzt Wasserkraftwerk |          |
| Direkt Bild zu diesem Denkmal hochladen | Mühle Niederschlema                                                            | Niederschlema, Hauptstraße 78a (Karte)                 |                   | ehem. Mühle Niederschlema, vermutlich Wasserkraftwerk |          |
| Direkt Bild zu diesem Denkmal hochladen | Holzschleiferei Niederschlema                                                  | Niederschlema, Hauptstraße (Karte)                     |                   | ehem. Holzschleiferei Niederschlema |          |
| Direkt Bild zu diesem Denkmal hochladen | Junkermühle Stein; Steinmühle Hartenstein                                      | Hartenstein, Stein 3 (Karte)                           | um 1800           | ehem. Junkermühle oder Steiner Mühle, funktionsfähig; Mühle, dreiflüglige Anlage und Brücke zum Grundstück; ursprünglich zur Burg gehörende Mühle von regionalhistorischer Bedeutung, mit barocker Steinbogenbrücke. | 09246211 |
| Direkt Bild zu diesem Denkmal hochladen | Mühle Langenbach                                                               | Langenbach, Werkstraße 20 (Karte)                      |                   | ehem. Mühle Langenbach, später Gustav Toelle AG in Langenbach |          |
| Direkt Bild zu diesem Denkmal hochladen | Schleifmühle Grünau                                                            | Grünau, Wildenfelser Straße 70 (Karte)                 | 2. Hälfte 18. Jh. | ehem. Schleifmühle Grünau, jetzt Wohnhaus; ehemals Schleiferei, stattlich mit Fachwerkobergeschoß, baugeschichtlich und ortsgeschichtlich von Bedeutung. | 08956297 |
| Direkt Bild zu diesem Denkmal hochladen | Teichmühle Weißbach                                                            | Weißbach, Mühlweg 13 (Karte)                           |                   | ehem. Teichmühle Weißbach |          |
| Weitere Bilder                          | Mühle am Wasserwerk Wiesenburg                                                 | Wiesenburg, Weißbacher Straße 1 (Karte)                |                   | ehem. Mühle am Wasserwerk Zwickau, später Sägewerk, jetzt Wasserkraftwerk. Wasserwerk mit Maschinenhaus, Brunnenhaus, Verdüsungsanlage, Fischbauchklappenwehr und technischer Ausstattung; technikgeschichtlich von Bedeutung. | 08955903 |
| Direkt Bild zu diesem Denkmal hochladen | Zwickauer Kammgarnspinnerei; Kammgarnspinnerei Schedewitz                      | Silberstraße, Schneeberger Straße 135 (Karte)          | 1926              | ehem. Spinnmühle, Zwickauer Kammgarnspinnerei; Kammgarnspinnerei Schedewitz; Verwaltungsgebäude mit Pförtnerhaus sowie Fabrikgebäude der Kammgarnspinnerei; Verwaltungsgebäude ein Zentralbau mit sechseckiger Kuppel und halbrundem Vorbau, Fabrikhallen mit Sheddächern und Verzierungen in Putz und Ziegel, von stadt- und wirtschaftsgeschichtlicher Bedeutung. | 09266902 |
| Direkt Bild zu diesem Denkmal hochladen | Mühle Oberhaßlau                                                               | Oberhaßlau, Mühlgraben 1 oder 2 (Karte)                | Ende 19. Jh.      | ehem. Mühlgut Oberhaßlau; großer Putzbau mit Klinkerverzierungen, von wirtschaftsgeschichtlicher Bedeutung, außer Betrieb, unsaniert, von der Denkmalliste gestrichen. | 09268993 |
| Direkt Bild zu diesem Denkmal hochladen | Klatschmühle Vielau                                                            | Vielau, Hauptstraße 9a (Karte)                         | 1823              | ehem. Klatschmühle Vielau am Vielauer Bach; Mühle; imposantes Fachwerkgebäude mit großer ortshistorischer Wertigkeit und Bedeutung für das Ortsbild. | 09238773 |
| Direkt Bild zu diesem Denkmal hochladen | Mühle Rottmannsdorf                                                            | Rottmannsdorf, Mühlenweg 29 (Karte)                    |                   | ehem. Mühle Rottmannsdorf am Plotzschbach |          |
|                                         | Mühle Cainsdorf                                                                | Cainsdorf, Wehrweg / Brauereistraße (Karte)            | um 1920           | ehem. Mühle Cainsdorf, später Erzgebirgische Societäts-Bäckerei, Müllerei und Brauerei Cainsdorf, genaue Lage unklar, später Kanustrecke, jetzt nur noch das Wehr vorhanden. | 09231804 |
|                                         | Spinnmühle Schedewitz; Kammgarnspinnerei Schedewitz                            | Zwickau-Schedewitz, Äußere Schneeberger Straße (Karte) | 1835              | ehem. Spinnmühle Schedewitz, um 1830 Umbau der Spinnmühle zur Kammgarnspinnerei durch Carl Gottfried Haentze (1781–1858), ab 1835 Wollkämmerei und Kammgarnspinnerei Petrikowsky & Comp. in Schedewitz, abgerissen (wüst) |          |
| Direkt Bild zu diesem Denkmal hochladen | Erlenmühle Zwickau                                                             | Zwickau, Erlmühlenstraße 15a (Karte)                   | 1902              | ehem. Erlenmühle Zwickau; ehemaliges Industriemühlengebäude, später Verwaltungsgebäude einer Fabrikanlage (heute nur das Verwaltungsgebäude erhalten); frühes Zeugnis der Industriegeschichte in sehr gutem Originalzustand. | 09231427 |
| Direkt Bild zu diesem Denkmal hochladen | Papiermühle; Papierfabrik C. F. Leonhardt Söhne                                | Crossen, Straße der Einheit 19 (Karte)                 | 1898/99           | ehem. Papiermühle Crossen; Wohn- und Kontorgebäude einer Fabrik, mit Hintergebäude, Einfriedung, gemeinsamer Toreinfahrt mit Nr. 17, Pförtnerloge und Kriegerdenkmal für Betriebsangehörige im Hof; architektonisch anspruchsvoll gestaltetes Gebäude in Klinkermischbauweise von ortsgeschichtlicher, industriegeschichtlicher und ortsbildprägender Bedeutung. | 09231771 |
| Direkt Bild zu diesem Denkmal hochladen | Papiermühle Crossen; Zellstoffwerk Crossen; Papierfabrik C. F. Leonhardt Söhne | Crossen, Straße der Einheit (Karte)                    | um 1910           | ehem. Papiermühle Crossen, Zellstoffwerk Crossen; Papierfabrik C. F. Leonhardt Söhne. Brunnenhaus der ehemaligen Papierfabrik C. F. Leonhardt Söhne; letzter Bestandteil einer ehemals ausgedehnten und für die Stadtgeschichte bedeutsamen Produktionsanlage. | 09231649 |
| Direkt Bild zu diesem Denkmal hochladen | Forellenmühle Mosel                                                            | Mosel, Dänkritzer Straße 69 (Karte)                    | um 1800           | ehem. Forellenmühle Mosel am Zinnbach, Vierseithof; Wohnstallhaus, Scheune und zwei Seitengebäude eines Vierseithofes; geschlossen erhaltener Bauernhof von hoher ortsbildprägender Bedeutung. | 09246524 |
|                                         | Untermühle Mosel des Ritterguts Niedermosel                                    | Mosel, bei Alter Teichweg 3 (Karte)                    | 18. Jh.           | ehem. Untermühle am Rittergut Mosel; Sachgesamtheit Rittergut Niedermosel: Herrenhaus und Gutsscheune sowie zwei barocke Putten; spätbarocke Wohn- und Wirtschaftsgebäude eines Rittergutes von baugeschichtlicher und ortsgeschichtlicher Bedeutung. Rittergut: amtsässiges Rittergut mit Dorfanteil, in der Muldenaue gelegen, ursprünglich mit Mühle, Niedermosel ist eigentlich das Hauptgut, von dem die übrigen drei Rittergüter zu Mosel in den ältesten Zeiten abgetrennt worden sind. | 09301905 |
|                                         | Engelmann-Mühle Niederschindmaas                                               | Niederschindmaas, Äußere Dorfstraße 57 (Karte)         | 1897              | ehem. Engelmann-Mühle Niederschindmaas. Mühlenkomplex mit Mühlengebäude (zum Teil abgebrochen), Villa und Stallgebäude; ortsgeschichtlich, technikgeschichtlich und baugeschichtlich von Bedeutung, Villa im Reformstil der Zeit um 1910 mit neoklassizistischen Motiven, Stallgebäude mit markanten Giebeln in Anlehnung an den Schweizerhaus-Stil. | 09241144 |
| Direkt Bild zu diesem Denkmal hochladen | Schlossmühle Glauchau                                                          | Glauchau, Mühlberg 6 (Karte)                           | 1712              | ehem. Schlossmühle Glauchau; Wohnhaus der ehem. Schlossmühle; barockes Gebäude mit Mansarddach, Teil der Schlossmühle, orts- und baugeschichtlich von Bedeutung. | 09241428 |
| Direkt Bild zu diesem Denkmal hochladen | Zwirnerei und Spinnerei Sachsenring Glauchau                                   | Glauchau, Leipziger Platz 8 (Karte)                    | 1866              | ehem. Spinnmühle; Spinnereigebäude; technikgeschichtlich und baugeschichtlich von Bedeutung, Zwirnerei und Spinnerei Sachsenring, gelber historistischer Klinkerbau mit Turm. | 09241373 |
| Direkt Bild zu diesem Denkmal hochladen | Pappmühle Jerisau                                                              | Jerisau, Reinholdshainer Straße (Karte)                |                   | ehem. Pappmühle Jerisau |          |
|                                         | Glänzelmühle Oberwinkel                                                        | Oberwinkel, Am Park 9b (Karte)                         |                   | ehem. Glänzelmühle Waldenburg oder Oberwinkler Mühle, altes Mühlengebäude 1961 abgerissen |          |
| Direkt Bild zu diesem Denkmal hochladen | Wasserkraftwerk Waldenburg                                                     | Waldenburg, Parkweg 4 (Karte)                          | 1925              | Wasserkraftwerk Waldenburg im Grünfelder Park; Einzeldenkmal der Sachgesamtheit Grünfelder Park: Elektrizitätswerk mit Kanal, orts- und technikgeschichtlich von Bedeutung, im Heimatstil gestaltete Bauten. | 09242484 |
| Direkt Bild zu diesem Denkmal hochladen | Mühle Waldenburg                                                               | Waldenburg, Mittelstadt 19 (Karte)                     | 1811              | ehem. Mühle Waldenburg, urspr. Papier-, Öl- und Schneidemühle, bis 1927 mit Wasserkraft betrieben. Nördliches Gebäude des ehemaligen Mühlenkomplexes Waldenburg; Mühlenkomplex ehemals bestehend aus vier Gebäuden, heute nur noch das nördliche Gebäude (Nr. 19) vorhanden, technikgeschichtlich, ortsgeschichtlich und baugeschichtlich von Bedeutung. | 09242588 |
| Direkt Bild zu diesem Denkmal hochladen | Pfüllermühle Waldenburg                                                        | Waldenburg, Niederwinkler Straße 14 (Karte)            | Ende 19. Jh.      | ehem. Pfüllermühle (auch Angermühle) Waldenburg; Ehemalige Mühle (heute Wohnhaus) und Brunnen; orts- und baugeschichtlich von Bedeutung. | 09244260 |
| Direkt Bild zu diesem Denkmal hochladen | Haublermühle Niederwinkel                                                      | Niederwinkel, Haublerweg 12 (Karte)                    | 1. Hälfte 18. Jh. | ehem. Haublermühle Niederwinkel; Mühle (Fachwerkbau) mit Mühlteichen; ortsgeschichtlich, technik- und baugeschichtlich von Bedeutung. | 09242215 |
| Direkt Bild zu diesem Denkmal hochladen | Mühle Franken                                                                  | Franken, Dorfstraße 13 (Karte)                         | 1804              | ehem. Mühle Franken; Wohnstallhaus und Scheune einer ehemaligen Mühle (ehemaliger Vierseithof); baugeschichtlich, ortsgeschichtlich und wirtschaftsgeschichtlich von Bedeutung, Fachwerkbauten (Wohnhaus mit V-Streben-Fachwerk). | 09241186 |
| Weitere Bilder                          | Papiermühle Herrnsdorf; Papierfabrik Wolkenburg                                | Wolkenburg/Mulde, Zur Papierfabrik (Karte)             |                   | ehem. Papiermühle Herrnsdorf; später Papierfabrik Wolkenburg |          |
| Weitere Bilder                          | Mühle Wolkenburg; Hammermühle                                                  | Wolkenburg/Mulde, Mühlenstraße 9 (Karte)               | 1888/89           | ehem. Wolkenburger Schneidemühle; Hammermühle, ab 1900 Industriemühle; Mühlenkomplex, Getreide- und Sägemühle mit technischer Ausstattung, jetzt Sägewerk Wolkenburg. Müllerwohnhaus, Nebengebäude (Stallgebäude) und Hofpflasterung; arbeitendes Technisches Denkmal von herausragender Bedeutung, Gebäude aus der Gründerzeit, kleine Industriemühle des amerikanischen Typs im ländlichen Raum mit älterem Gebäudebestand, ortsgeschichtlich, technikgeschichtlich und versorgungsgeschichtlich von Bedeutung. | 09242705 |
| Weitere Bilder                          | Alte Mühle Thierbach                                                           | Thierbach, Peniger Straße 46; 48 (Karte)               | 1860-1870         | ehem. Alte Mühle oder Thierbacher Mühle, später Wasserkraftwerk; Mühle und Turbinenhaus; mächtiger Baukörper am Ufer der Zwickauer Mulde, baugeschichtlich, ortsgeschichtlich und technikgeschichtlich von Bedeutung. | 08960933 |
| Direkt Bild zu diesem Denkmal hochladen | Stadtmühle Penig                                                               | Penig, Am Mühlgraben 7 (Karte)                         |                   | ehem. Stadtmühle Penig |          |
| Direkt Bild zu diesem Denkmal hochladen | Grütz- und Graupenmühle Penig                                                  | Penig, Dittmannsdorfer Straße 6 (Karte)                |                   | ehem. Grütz- und Graupenmühle Penig am Dittmannsdorfer Bach |          |
| Weitere Bilder                          | Papiermühle; Papierfabrik Penig                                                | Penig, Flinschstraße 7–11 (Karte)                      | 1882              | urspr. Mahlmühle, später Papiermühle, Patentpapierfabrik Penig, jetzt Technocell Dekor GmbH & Co KG. Drei Produktionsgebäude, Turbinenhaus und Schaltanlagenhaus einer Fabrikanlage sowie Schausammlung historischer Laborgeräte und Siebwalzen, weiterhin Kollergang (ein zweiter Kollergang aus der Papierfabrik heute an der Chemnitzer Straße bei Nr. 121 aufgestellt, siehe ID-Nr. 09306875); ältester, noch produzierender Standort der Papierherstellung in Deutschland (seit 1537), Produktionsgebäude verschiedener Bauphasen mit qualitätvoller Gestaltung, Gründer der Maschinen-Papierfabrik war der bedeutende sächsische Papierfabrikant und Papierhändler Ferdinand Traugott Flinsch, Herstellung hochwertiger Papiere für die Handels- und Buchdruckerstadt Leipzig, wertvolle Sammlung von am Ort verwendeter Wasserzeichenwalzen (Egoutteure) und historischer Laborgeräte zur Prüfung der Papierqualität, Standort von außerordentlicher technikgeschichtlicher und industriegeschichtlicher sowie ortsgeschichtlicher und baugeschichtlicher Bedeutung. | 09235053 |
| Direkt Bild zu diesem Denkmal hochladen | Obermühle Penig                                                                | Penig, Flinschstraße (Karte)                           |                   | ehem. Obermühle (auch Loßmühle) Penig, unterhalb der Papiermühle, abgerissen |          |
| Direkt Bild zu diesem Denkmal hochladen | Niedermühle oder Walkmühle Penig                                               | Penig, Flinschstraße (Karte)                           |                   | ehem. Niedermühle oder Walkmühle Penig, unterhalb der Papiermühle, abgerissen |          |
| Weitere Bilder                          | Baumwollspinnerei Amerika                                                      | Penig, Amerikaweg 5; 6; 7 (Karte)                      | 1870              | ehem. Spinnmühle; Sachgesamtheit Baumwollspinnerei Amerika mit folgenden Einzeldenkmalen: Turbinenhalle Baumwollspinnerei Amerika: Turbinenhalle (Nr. 6), Spinnmühle (Nr. 7) und Werkstattgebäude mit Schlosserei und Schmiede, Pförtnerhäuschen mit Toreinfahrt (Nr. 5), Wehranlage mit Wehr, Ober- und Untergraben des Mühlgrabens, zwei Schützen sowie Uferbefestigung an der Zwickauer Mulde sowie Wohnhaus als Sachgesamtheitsteil; als Teil der ehem. Industriekolonie von ortshistorischer und sozialgeschichtlicher Bedeutung. | 08961078 |
|                                         | Biebermühle; Wasserkraftwerk Arnsdorf                                          | Arnsdorf (Karte)                                       | 1934/35           | ehem. Biebermühle Arnsdorf, urspr. eine Pappenmühle, später Wasserkraftwerk Biebermühle Arnsdorf; Wasserkraftwerk als Zusatzanlage für die Spinnerei in Amerika, mit Wärterhaus (mit Pergola), Turbinenhaus (mit Laufkatze von Unruh & Liebig/Leipzig), Fischbauchklappwehr mit geschmiedeter Kette und Zulauf; einzigartige Anlage aus den 1930er Jahren von großer technikgeschichtlicher Bedeutung, Wehrkrone 1957 nach Hochwasser erneuert. | 08961773 |
| Direkt Bild zu diesem Denkmal hochladen | Mühle Rochsburg                                                                | Rochsburg, Muldenstraße (Karte)                        |                   | ehem. Mühle |          |
| Direkt Bild zu diesem Denkmal hochladen | Papierfabrik Rochsburg                                                         | Rochsburg, Fabrikstraße (Karte)                        |                   | ehem. Papierfabrik Rochsburg, jetzt Wasserkraftwerk Rochsburg |          |
| Weitere Bilder                          | Papiermühle; Papierfabrik und Weberei Wilhelm Vogel                            | Lunzenau, Altenburger Straße 1; 3 (Karte)              | 1876              | ehem. Großmühle Lunzenau, Papiermühle, jetzt Papierfabrik GmbH & Co KG Lunzenau; Sachgesamtheit Weberei und Papierfabrik Wilhelm Vogel, mit folgenden Einzeldenkmalen: Fabrikanlage der Papierfabrik sowie Mühlgraben und Wehranlage, Fabrikantenvilla Villa Friedheim, Fabrikantenvilla Vogelsche Villa, ehem. Bedienstetenwohnhaus der Fabrikantenvilla und Siedlungshäuser in der Parkstraße, Johannes-Strehle-Straße, Heinrich-Heine-Straße und Ernst-Schneller-Straße; ein sich aus einem Mühlenstandort entwickelter Fabrikkomplex, zuerst Spinnerei (ab 1836), in der zweiten Hälfte des 19. Jahrhunderts und Anfang des 20. Jahrhunderts bedeutende Möbelstoffweberei und Papier- und Holzstofffabrik mit Arbeiter- und Beamtenwohnhaussiedlung sowie zwei Fabrikantenvillen, Bedienstetenwohnhaus und großem Park des Industriepioniers Wilhelm Vogel und seinen Nachfolgern, bis 2019 noch als Papierfabrik mit teilweise erhaltener Technik in Produktion, große Teile des historischen Gebäudebestandes wurden nach 1990 abgerissen, ortsgeschichtlich, industrie- und technikgeschichtlich, gartengeschichtlich, städtebaulich sowie sozialgeschichtlich von Bedeutung. | 09236411 |
| Weitere Bilder                          | Alte Mühle Göhren                                                              | Göhren 1 (Karte)                                       | 1895              | ehem. Alte Mühle Göhren, jetzt Wasserkraftwerk Lüders Wechselburg; Mühlenanwesen mit westlichem Wohnhaus sowie nördlichem und südlichem Seitengebäude; Anwesen einer Getreidemühle mit Gebäudeteilen aus der Mitte des 18. Jahrhunderts, maßgeblich umgestaltet 1895 und Anfang des 20. Jahrhunderts, Gebäudeensemble mit baugeschichtlicher und ortsgeschichtlicher Bedeutung. | 08955128 |
| Direkt Bild zu diesem Denkmal hochladen | Altzschillener Mühle                                                           | Altzschillen (Karte)                                   |                   | ehem. Altzschillener Mühle, Ölmühle, ab 1880 Säge- und Schleifmühle |          |
| Direkt Bild zu diesem Denkmal hochladen | Finkenmühle Altzschillen                                                       | Altzschillen 2–2a (Karte)                              |                   | ehem. Finkenmühle Altzschillen am Dölitzschbach |          |
|                                         | Schlossmühle Wechselburg                                                       | Wechselburg, Brückenstraße 25 (Karte)                  | um 1800           | ehem. Schlossmühle Wechselburg, Sägemühle; Mühlenanwesen bestehend aus Mühlengebäude, Wohnhaus und einem Seitengebäude und Hofpflaster; gut erhaltener Gebäudekomplex in Fachwerkbauweise der handwerklichen Müllerei, von bauhistorischer und versorgungsgeschichtliche Bedeutung. | 09235428 |
| Weitere Bilder                          | Kunstmühle Wechselburg                                                         | Wechselburg, Brückenstraße 27 (Karte)                  | 1876/77           | ehem. Schlossmühle oder Kunstmühle Wechselburg, Getreidemühle; Mühle mit Mühlgrabenteilstück und vier Mühlsteinen sowie Sägemühle mit Sägegatter; einer der ältesten Mühlenstandorte Sachsens, bis 1960 genutzt, seltene Konstruktion mit unter dem Mühlengebäude durchgeführtem Mühlgraben, ehemals zwei Francisturbinen zum Antrieb der Maschinen, vor der Mühle befinden sich insgesamt 4 Mühlsteine, bemerkenswertes Bauensemble einer Industriemühle, von baugeschichtlicher, technikgeschichtlicher und ortshistorischer Bedeutung. | 09235427 |
|                                         | Lohmühle Rochlitz                                                              | Rochlitz, Sörnziger Weg 2 (Karte)                      |                   | ehem. Lohmühle Rochlitz, um 1900 Villa Härtwig anstelle der alten Lohmühle errichtet |          |
| Weitere Bilder                          | Schlossmühle Rochlitz                                                          | Rochlitz, Mühlgraben 29; 31 (Karte)                    | 1854              | ehem. Schlossmühle Rochlitz; Mühlenkomplex, bestehend aus Mühlengebäude mit drei datierten Schlusssteinen bzw. Denksteinen, Silogebäude, Wohnhaus und Garagenanbau; kleinere Industriemühle mit teilweise erhaltener Ausstattung, seit dem 13. Jahrhundert belegter und bis zum Ende des 20. Jahrhunderts produzierender Mühlenstandort, eine der ältesten Mühlen in Sachsen, ortsgeschichtlich und baugeschichtliche, technikgeschichtliche Bedeutung. | 09235331 |
| Weitere Bilder                          | Sägemühle Lastau                                                               | Lastau, Muldenaue 4 (Karte)                            |                   | ehem. Sägemühle Lastau, jetzt Pension |          |
| Weitere Bilder                          | Lastauer Mühle                                                                 | Lastau, Muldenaue 1; 2 (Karte)                         |                   | ehem. Lastauer Mühle, Getreidemühle; seit 1879 Papierfabrik, jetzt Niederlassung der Baufirma Bachl und Wasserkraftwerk Lastau |          |
|                                         | Amtsmühle Colditz; Schlobachs Mühle                                            | Colditz, Mühlgasse 3 / Haingasse 5 (Karte)             | um 1905           | ehem. Amtsmühle Colditz; Schlobachs Mühle; Speichergebäude; Putzfassade mit Putz- und Klinkergliederungen, ortsentwicklungsgeschichtlich und industriegeschichtlich von Bedeutung. | 08973045 |
| Weitere Bilder                          | Papiermühle; Pappenfabrik Eule                                                 | Colditz, Flurteil Eule 2 (Karte)                       | 1894              | ehem. Papiermühle; Pappenfabrik Eule, Papier- und Kartonagenfabrik Sermuth; Haupt- und Turbinengebäude mit Wehranlage einer Kartonagenfabrik; typischer Fabrikbau des Späthistorismus, Klinkermauerwerk über Substruktionen in Bruchstein, Dreifelderklappenwehr, technisches Denkmal mit landschaftsprägender Lage an der Zwickauer Mulde, regional- und industriegeschichtlich von Bedeutung. | 08973456 |
| Direkt Bild zu diesem Denkmal hochladen | Mühle Zschetzsch                                                               | Zschetzsch, Zur Mühle 1 (Karte)                        |                   | ehem. Mühle Zschetzsch |          |

## Liste von Mühlen an Zuflüssen der Zwickauer Mulde
Die Liste der ehemaligen Mühlen ist entsprechend der örtlichen Lage von der Quelle bis zur Mündung in die Zwickauer Mulde gegliedert.
| Mühlen am Zschorlaubach                                        |                                                                               |                                                 |                   | |          |
| Weitere Bilder                                                 | Weckmühle Zschorlau                                                           | Zschorlau, Friedensstraße 1 (Karte)             | 1681              | ehem. Weckmühle Zschorlau am Zschorlaubach, seit 1997 Haus der Vereine; Wohnhaus (Umgebinde) eines ehemaligen Zweiseithofes; Obergeschoss Fachwerk in reicher Konstruktion (profilierter Schwelle, Kopfstreben, Andreaskreuze sogenannte Feuerböcke), für die Region seltenes Umgebindehaus, Teil der bäuerlichen Siedlungsstruktur, baugeschichtlich von hoher Bedeutung. | 08958549 |
| Direkt Bild zu diesem Denkmal hochladen                        | Mühle Bock Zschorlau                                                          | Zschorlau, Dr.-Otto-Nuschke-Str. 18             | 1856              | ehem. Mühle August & Wilhelmine Bock Zschorlau, Sägemühle und Getreidemühle, bis 1968 in Betrieb, jetzt Bäckerei. |          |
| Direkt Bild zu diesem Denkmal hochladen                        | Hess-Mühle Zschorlau                                                          | Zschorlau, Talstraße 2 (Karte)                  |                   | ehem. Hess-Mühle Zschorlau |          |
| Direkt Bild zu diesem Denkmal hochladen                        | Mühle Neudörfel                                                               | Neudörfel, Mühlenweg (Karte)                    |                   | ehem. Mühle Neudörfel, genaue Lage unklar |          |
| Weitere Bilder                                                 | Tauschermühle Neudörfel                                                       | Neudörfel, Zschorlauer Straße 114 (Karte)       | 1820              | ehem. Tauschermühle Neudörfel am Zschorlaubach, verfallen, 2014/2015 komplett abgerissen. Wohn- und Mühlengebäude, Scheune und Hofbaum eines Mühlen-Dreiseithofes; in Aue relativ seltenes, mit vielen originalen Details erhaltenes, vorindustriell-ländliches Ensemble von baugeschichtlicher und ortsgeschichtlicher Bedeutung. | 08957506 |
| Mühlen am Lößnitzbach und am Aubach                            |                                                                               |                                                 |                   | |          |
| Direkt Bild zu diesem Denkmal hochladen                        | Mühle Affalter                                                                | Affalter (Karte)                                |                   | ehem. Mühle Affalter am Lößnitzbach, genaue Lage unklar |          |
| Direkt Bild zu diesem Denkmal hochladen                        | Mechanische Weberei C. G. Wagner Lößnitz                                      | Lößnitz, Chemnitzer Straße 6 (Karte)            | um 1905           | ehem. Mühle in Lößnitz am Lößnitzbach, Mechanische Weberei C. G. Wagner in Lößnitz; Verwaltungsgebäude, Produktionshalle und Kesselhaus einer Fabrik; im Ort singuläres Zeugnis von qualitätvoller Industriearchitektur im Jugendstil, baukünstlerischer, ortsbildprägender und technikgeschichtlich von Bedeutung. | 08957664 |
| Direkt Bild zu diesem Denkmal hochladen                        | Landrock-Mühle Lößnitz                                                        | Lößnitz, Obere Bahnhofstraße (Karte)            |                   | ehem. Landrock-Mühle Lößnitz, genaue Lage unklar, später Textilfabrik |          |
| Weitere Bilder                                                 | Stadtmühle Lößnitz                                                            | Lößnitz, Niedergraben (Karte)                   |                   | ehem. Stadtmühle Lößnitz (auch Ratsmühle) am Lößnitzbach |          |
| Direkt Bild zu diesem Denkmal hochladen                        | Schrothmühle Lößnitz                                                          | Lößnitz, Teichgasse 5 (Karte)                   | 1700/1773         | ehem. Schrothmühle Lößnitz am Lößnitzbach; ehemalige Mühle; lang gestreckter Fachwerkbau mit steilem Satteldach, seltenes Zeugnis des ursprünglichen städtischen Handwerks, baugeschichtlich, hausgeschichtlich und technikgeschichtlich von Bedeutung. | 08957625 |
| Direkt Bild zu diesem Denkmal hochladen                        | Mühle Dittersdorf                                                             | Dittersdorf, Kühnhaider Straße 36 (Karte)       | 1811              | ehem. Mühle Dittersdorf an der Vorderen Au; ehemaliges Wohnstallhaus, Seitengebäude und Scheune eines Dreiseithofes; regionaltypische Hofanlage in Fachwerkbauweise, baugeschichtlich und wirtschaftsgeschichtlich von Bedeutung. | 08957733 |
| Direkt Bild zu diesem Denkmal hochladen                        | Ölmühle Dittersdorf                                                           | Dittersdorf, Kühnhaider Straße 12 (Karte)       | nach 1800         | ehem. Ölmühle Dittersdorf an der Vorderen Au; Seitengebäude (mit Oberlaube) einer ehemaligen Ölmühle; stattlicher Bestandteil eines Mühlenanwesens in gutem Originalzustand und mit hoher baugeschichtlicher Bedeutung. | 08957735 |
| Direkt Bild zu diesem Denkmal hochladen                        | Drei Hansen Mühle                                                             | Dittersdorf, Dreihansner Straße 6 (Karte)       | um 1848           | ehem. Drei Hansen Mühle am Aubach; Wohnmühlenhaus und Seitengebäude eines Mühlenanwesens sowie Reste von Wasserbau und Technik; baugeschichtlich und ortsgeschichtlich von Bedeutung. | 08957683 |
| Direkt Bild zu diesem Denkmal hochladen                        | Walkmühle Dittersdorf                                                         | Dittersdorf, Dittersdorfer Straße 7 (Karte)     |                   | ehem. Walkmühle Dittersbach am Aubach |          |
| Direkt Bild zu diesem Denkmal hochladen                        | Eliasmühle Niederlößnitz                                                      | Niederlößnitz, Mühlenweg 2–3 (Karte)            |                   | ehem. Eliasmühle Niederlößnitz am Lößnitzbach |          |
| Direkt Bild zu diesem Denkmal hochladen                        | Hammermühle Niederlößnitz                                                     | Niederlößnitz, Auer Straße 8 (Karte)            |                   | ehem. Hammermühle Niederlößnitz am Lößnitzbach |          |
| Direkt Bild zu diesem Denkmal hochladen                        | Papiermühle; Spinnerei Niederlößnitz                                          | Niederlößnitz, Auer Straße 14 (Karte)           |                   | ehem. Papiermühle Niederlößnitz am Lößnitzbach, später Spinnerei Niederlößnitz |          |
| Mühlen am Schlemabach                                          |                                                                               |                                                 |                   | |          |
| Direkt Bild zu diesem Denkmal hochladen                        | Stockmühle Lindenau                                                           | Lindenau, Waldstraße 26 (Karte)                 |                   | ehem. Stockmühle Lindenau am Schlemabach |          |
| Weitere Bilder                                                 | Siebenschlehener Pochwerk Neustädtel; Pochwerkskunstgraben; Knappschaftsteich | Neustädtel, Lindenauer Straße 22 (Karte)        | 18. Jh.           | ehem. Pochwerk Neustädtel; Einzeldenkmale der Sachgesamtheit Schneeberger Revier: Pochwerksgebäude (mit Anbauten), zwei Nebengebäude (Kobaltkammern), Steigerhaus, Kunstgraben einschließlich Abschlag zum Knappschaftsteich und Aufschlagfluter zur Radstube sowie Knappschaftsteich einschließlich Teichdamm, Überlauf mit Schussstrecke und Grundablass mit Mundloch; alte Ortslage Neustädtel, heute Museum, ortsbildprägende Anlage, im Ensemble mit der St. Georgen Hütte (Forststraße 40) sowie dem Unteren Lindenauer Teich zu sehen (Dorfstraße), herausragendes historisches Zeugnis des Schneeberger Bergbaus in sehr gutem Originalzustand, von besonderer bergbaugeschichtlicher Bedeutung sowie von großem Anschauungs- und Erlebniswert, seit 2019 zugehörig zur Kernzone und Pufferzone des UNESCO-Welterbes »Montanregion Erzgebirge/Krušnohoři«. | 08958116 |
|                                                                | Brandmühle Schlema                                                            | Bad Schlema, Friedensstraße 5 (Karte)           |                   | ehem. Brandmühle Schlema am Schlemabach |          |
| Mühlen am Wildenfelser Bach                                    |                                                                               |                                                 |                   | |          |
| Direkt Bild zu diesem Denkmal hochladen                        | Mühle Oberzschocken                                                           | Zschocken, Wiesenweg 14 (Karte)                 | 1761              | ehem. Mühle Zschocken am Wildenfelser Bach, Gemarkung Oberzschocken. Seitengebäude (Torhaus) eines ehemaligen Mühlenanwesens; weitgehend original erhaltenes Torhaus von baugeschichtlichem Wert. | 08955830 |
| Direkt Bild zu diesem Denkmal hochladen                        | Mühle Niederzschocken                                                         | Zschocken, Hauptstraße 11 (Karte)               | Ende 19. Jh.      | ehem. Mühle Zschocken am Wildenfelser Bach, Gemarkung Niederzschocken. Mühlenwohnhaus und Seitengebäude (heute Sägewerk); ortshistorische Bedeutung. | 08955805 |
| Direkt Bild zu diesem Denkmal hochladen                        | Herrenmühle Zschocken                                                         | Zschocken, Zwickauer Straße 93 (Karte)          | Anfang 19. Jh.    | ehem. Herrenmühle Zschocken am Wildenfelser Bach, Gemarkung Niederzschocken. Mühlenwohnhaus; stattliches Gebäude, ortsgeschichtliche und baugeschichtliche Bedeutung. | 08955809 |
| Direkt Bild zu diesem Denkmal hochladen                        | Neue Mühle Wildenfels                                                         | Wildenfels, Weinleithe 22 (Karte)               |                   | ehem. Neue Mühle Wildenfels |          |
| Direkt Bild zu diesem Denkmal hochladen                        | Brenner-Mühle Wildenfels                                                      | Wildenfels, Waldstraße 3 (Karte)                |                   | ehem. Brenner-Mühle Wildenfels am Wildenfelser Bach, urspr. Papiermühle, 1885 zur Mahl- und Schneidemühle umgebaut, 1937 Schneidemühlenbetrieb eingestellt, ab 1970 Futtermittelbetrieb, heute Landhandel. |          |
|                                                                | Königsmühle Wildenfels                                                        | Wildenfels, Parkstraße 9 (Karte)                | 1867              | ehem. Königsmühle Wildenfels am Hartmannsdorfer Bach; Wohnhaus einer Mühle; stattliches Gebäude, mit Anlehnung an den Schweizerstil, zum Teil in Fachwerk, baugeschichtlicher und heimatgeschichtlicher Wert. | 08962554 |
| Direkt Bild zu diesem Denkmal hochladen                        | Teichmühle Wildenfels                                                         | Wildenfels, Wiesenburger Straße 32 (Karte)      | 18. Jh.           | ehem. Teichmühle Wildenfels am Härtensdorfer Bach; Kornmühle, bis 1951 mit Wasserrad, 1972 stillgelegt, Mühle mit erhaltener technischer Ausstattung, voll funktionstüchtig. Wohnmühlenhaus mit Fachwerk-Obergeschoss und angebautes Nebengebäude sowie weiteres Nebengebäude eines Mühlenanwesens; ortsgeschichtlich von Bedeutung. | 08962528 |
|                                                                | Ernstmühle Wildenfels                                                         | Wildenfels, Wiesenburger Straße 13 (Karte)      | um 1800           | ehem. Ernstmühle Wildenfels am Wildenfelser Bach, Fachwerkbauten; Mühle mit Seitengebäude (Wohnstallhaus), Scheune, Einfriedung und Toreinfahrt (Wohnhaus 2009 abgebrochen); baugeschichtlich und ortsgeschichtlich von Bedeutung. | 08962527 |
| Direkt Bild zu diesem Denkmal hochladen                        | Kunzmühle Schönau                                                             | Schönau, Wildenfelser Straße 97 (Karte)         | 1728              | ehem. Roth- oder Kunzmühle Schönau am Wildenfelser Bach; Wohnstallhaus und zwei Seitengebäude einer Mühle; Mühlenkomplex mit bauhistorisch wertvollem Hausbestand (Fachwerkbauten, teils mit Fachwerkkonstruktionen aus dem frühen 18. Jh.), ortsgeschichtlich, baugeschichtlich und technikgeschichtlich von Bedeutung. | 09245245 |
| Direkt Bild zu diesem Denkmal hochladen                        | Niedere Mühle Schönau                                                         | Schönau, Siedlung 1 (Karte)                     | um 1820           | ehem. Niedere Mühle Schönau am Wildenfelser Bach, urspr. Getreidemühle mit Bäckerei, Einrichtung 1970 durch Brand zerstört, jetzt Wohnhaus. Mühle; mit Fachwerk-Obergeschoss, schöne Haustür mit geschnitztem Rankenornament, baugeschichtlich und ortsgeschichtlich von Bedeutung. | 09245260 |
| Mühlen am Rödelbach mit Crinitzer Wasser und Irfersgrüner Bach |                                                                               |                                                 |                   | |          |
| Direkt Bild zu diesem Denkmal hochladen                        | Hofmühle Rothenkirchen                                                        | Rothenkirchen, Hofmühlenweg 2 (Karte)           |                   | ehem. Hofmühle Rothenkirchen am Rödelbach |          |
| Direkt Bild zu diesem Denkmal hochladen                        | Mühle Bärenwalde                                                              | Bärenwalde, Mühlgrabenweg 26 (Karte)            |                   | ehem. Sägemühle Bärenwalde |          |
| Direkt Bild zu diesem Denkmal hochladen                        | Hammermühle Kirchberg                                                         | Kirchberg, Hammerhof 3 (Karte)                  |                   | ehem. Hammermühle Kirchberg |          |
| Direkt Bild zu diesem Denkmal hochladen                        | Lochmühle Hirschfeld                                                          | Hirschfeld, Lochmühle 1 (Karte)                 | 1815              | ehem. Lochmühle Hirschfeld am Irfersgrüner Bach; Wohnmühlenhaus mit angebautem Nebengebäude, Stallscheune, Kelleranlage und Mühlgraben; geschlossenes authentisches Ensemble von hoher orts- und technikgeschichtlicher Bedeutung. | 09237942 |
| Direkt Bild zu diesem Denkmal hochladen                        | Mühle Hirschfeld                                                              | Hirschfeld, Mühlweg 3 (Karte)                   | 1914              | ehem. Mühle Hirschfeld am Irfersgrüner Bach, Sägemühle; Mühle mit technischer Ausstattung, zwei Wasserrädern und Sägewerk mit Herkules-Gatter sowie Nebengebäude; Zeugnisse des dörflichen Handwerks, ortsgeschichtlich und technikgeschichtlich von Bedeutung. | 09237917 |
| Direkt Bild zu diesem Denkmal hochladen                        | Kurt-Leonhardt-Mühle Niedercrinitz                                            | Niedercrinitz, An der Mühle 1 (Karte)           |                   | ehem. Kurt-Leonhardt-Mühle Niedercrinitz am Crinitzer Wasser; Mühle mit technischer Ausstattung, Scheune; technik- und ortsgeschichtlich wichtiger Gebäudekomplex mit bemerkenswerter, vollständig erhaltener technischer Ausstattung, ehem. Mahl- und Schneidemühle mit altem und neuerem Mahlmühlen- und Wohngebäude der Gründerzeit. | 09237961 |
| Direkt Bild zu diesem Denkmal hochladen                        | Mühle Niedercrinitz                                                           | Niedercrinitz, Thälmannstraße 2 (Karte)         | 2. Hälfte 19. Jh. | ehem. Mühle Niedercrinitz am Crinitzer Wasser; Mühle und Stallscheune eines Mühlenhofes; von ortsgeschichtlicher Bedeutung, Stallscheune mit Fachwerk-Obergeschoss von dokumentarischem Wert. | 09237948 |
| Mühlen am Mülsenbach                                           |                                                                               |                                                 |                   | |          |
| Direkt Bild zu diesem Denkmal hochladen                        | Alte Mühle Ortmannsdorf                                                       | Ortmannsdorf, Ortmannsdorfer Straße 10 (Karte)  | 18. Jh.           | ehem. Alte Mühle Ortmannsdorf am Mülsenbach; Wohnmühlenhaus; Zeugnis des dörflichen Handwerks, von ortshistorischer und baugeschichtlicher Bedeutung. | 09237876 |
| Direkt Bild zu diesem Denkmal hochladen                        | Claußmühle Mülsen                                                             | Mülsen St. Niclas, Mühlenstraße 25; 26 (Karte)  | 19. Jh.           | ehem. Claußmühle Mülsen am Mülsenbach, Sägemühle; Mühlengebäude (Nr. 25), Sägemühle mit Ausstattung (Nr. 26) und oberschlächtigem Antrieb, sowie Mühlgraben; als Mühle von ortsgeschichtlicher und technikhistorischer Bedeutung. | 08990706 |
| Direkt Bild zu diesem Denkmal hochladen                        | Richter-Mühle Thurm                                                           | Thurm, Thurmer Nebenstraße 26 (Karte)           |                   | ehem. Richter-Mühle Thurm am Mülsenbach, urspr. Getreidemühle, jetzt Holzhandel und Sägewerk |          |
| Direkt Bild zu diesem Denkmal hochladen                        | Uhlig-Mühle Thurm                                                             | Thurm, Thurmer Hauptstraße 56 (Karte)           |                   | ehem. Uhlig-Mühle Thurm am Mülsenbach, bis 1864 Papiermühle, später Getreidemühle, bis 1997 in Betrieb |          |
| Weitere Bilder                                                 | Klatschmühle Schlunzig                                                        | Schlunzig, Moseler Allee 17 (Karte)             | um 1600           | ehem. Klatzschmühle Schlunzig am Mülsenbach, jetzt Mühle- und Landhandel. Mühle, bestehend aus dem Mahlmühlengebäude, verbunden mit dem Wohnhaus und der ehemaligen Ölmühle, der Scheune, zwei Seitengebäuden (das eine heute Wohnhaus, das andere Gebäude heute Lager und Verkaufsraum) sowie der ehemaligen Schneidemühle, heute Schuppen; gut erhaltener Mühlenkomplex von großer ortsgeschichtlicher und baugeschichtlicher sowie landschaftsprägender Bedeutung. | 09242407 |
| Mühlen am Lungwitzbach                                         |                                                                               |                                                 |                   | |          |
| Direkt Bild zu diesem Denkmal hochladen                        | Mühle Oberlungwitz                                                            | Oberlungwitz, Hofer Straße 32 (Karte)           | 1774              | urspr. Mühle Oberlungwitz am Lungwitzbach, später ROGO-Werke; FTO-Werke; Strumpffabrik Robert Götze und Strumpffabrik Friedrich Tauscher (ehem.); später VEB Feinstrumpfwerke Oberlungwitz. Zwei benachbarte Strumpffabrikanlagen bestehend aus einem Fachwerk-Gebäude, drei Fabrikations- und Verwaltungsgebäuden entlang der Hofer Straße sowie sieben Fabrikationsgebäude und ein Verwaltungsgebäude sowie Kraftzentrale (Heizhaus, Kesselhaus und Maschinenhaus) und Garage im Fabrikgelände, 3 Brücken (davon eine mit zwei Figuren, eine mit Pylon einschließlich Laterne sowie eine mit Pylon, sämtlich mit gemauerten bzw. Betonbrüstung) sowie Ufereinfassungen des Lungwitzbaches; Fabrikanlage der Strumpffabrik Robert Götze (ROGO-Werke) und Strumpffabrik Friedrich Tauscher (FTO-Werke), 1949 zum VEB Feinstrumpfwerke Oberlungwitz (FSO) vereint, später bis 1990 Kombinat Esda, zwei für die Strumpfindustrie in Oberlungwitz bedeutende Unternehmen mit wirtschaftsgeschichtlicher, baugeschichtlicher, ortsgeschichtlicher und künstlerischer Bedeutung. | 09235908 |
| Direkt Bild zu diesem Denkmal hochladen                        | Uhlig-Mühle Hermsdorf                                                         | Hermsdorf, Waldenburger Straße 14 (Karte)       | 19. Jh.           | ehem. Uhlig-Mühle Hermsdorf am Lungwitzbach, später Mühlenwerke Hermsdorf. Mühle mit Müllerwohnhaus, zwei hintereinanderliegenden Mühlengebäuden, Silogebäude, Mühlgraben und Mühlteich; teilweise auf der Gemarkung Gersdorf, Ort Gersdorf, Straße Mühlsteig, baugeschichtlich, ortsgeschichtlich und wirtschaftsgeschichtlich von Bedeutung, ortsbildprägender Siloturm. | 09236150 |
| Direkt Bild zu diesem Denkmal hochladen                        | Spinnmühle Hermsdorf                                                          | Hermsdorf, Obere Hauptstraße 54 (Karte)         | Anfang 19. Jh.    | ehem. Spinnmühle Hermsdorf am Lungwitzbach; Spinnerei mit Fabrikationsgebäude, kleinem Fachwerkgebäude, Stützmauer zur Straße und Rest eines dritten Baus auf der Straßenseite; war einst Mühle, hervorragendes Beispiel für einen frühen Industriebau mit schönem Portal und Segmentbogentor, baugeschichtlich, ortsgeschichtlich, technik- und industriegeschichtlich von Bedeutung. Denkmalschutz aufgehoben. | 9235854  |
| Weitere Bilder                                                 | Rote Mühle Hohenstein                                                         | Hohenstein, Rote Mühle 1 (Karte)                | um 1700           | ehem. Rote Mühle Hohenstein am Goldbach, bis 1986 in Betrieb; Mühle mit Mühleneinrichtung; baugeschichtlich und technikgeschichtlich von Bedeutung, errichtet als Pochwerk mit Schmelzhütte von Johann Simon, noch vorhandene Mühleneinrichtung von 1885. Die Mühle erlangt auf Grund ihrer singulären Bauweise und der Authentizität eine große hausgeschichtliche Bedeutung. | 09235527 |
| Weitere Bilder                                                 | Klausmühle Hohenstein im Hüttengrund                                          | Hohenstein, Klausmühle 1 (Karte)                | 2. Hälfte 18. Jh. | ehem. Klausmühle Hohenstein am Hüttengrundbach; Mühle (Fachwerkbau); heute Wohnhaus mit Gaststätte, baugeschichtlich, ortsgeschichtlich und technikgeschichtlich von Bedeutung. | 09235571 |
| Direkt Bild zu diesem Denkmal hochladen                        | Mühle Rüsdorf                                                                 | Rüsdorf, Untere Hauptstraße 35; 37 (Karte)      | 2. Hälfte 18. Jh. | ehem. Mühle Rüsdorf am Lungwitzbach; Müllerwohnhaus, gehört zur benachbarten Mühle (Nr. 35, kein Denkmal); ortsgeschichtlich von Bedeutung. | 09235686 |
| Direkt Bild zu diesem Denkmal hochladen                        | Sägemühle Lichtenstein                                                        | Lichtenstein/Sa., Hartensteiner Str. 45 (Karte) |                   | ehem. Sägemühle Lichtenstein am Rödlitzbach, jetzt Sägewerk Robert Süß |          |
| Direkt Bild zu diesem Denkmal hochladen                        | Kunze-Mühle Kuhschnappel                                                      | Kuhschnappel, Ernst-Schneller-Straße 14 (Karte) | 18. Jh.           | ehem. Kunze-Mühle Kuhschnappel am Kuhschnappler Bach, Getreidemühle; Mühlenwohnhaus, Mahlmühlengebäude, Mühlgraben und Mühlentechnik der ehemaligen Mahl- und Schneidemühle; Gebäudekomplex von großer baugeschichtlicher, ortsgeschichtlicher, ortsbildprägender und technikgeschichtlicher Bedeutung, technisches Denkmal. | 09235863 |
| Direkt Bild zu diesem Denkmal hochladen                        | Mühle St. Egidien                                                             | St. Egidien, Am Mühlgraben 7; 8 (Karte)         |                   | ehem. Mühle St. Egidien, genaue Lage unklar |          |
| Weitere Bilder                                                 | Obermühle St. Peter Niederlungwitz                                            | Niederlungwitz, Mühlenstraße 18 (Karte)         | 1739              | ehem. Obermühle St. Peter Niederlungwitz am Lungwitzbach; Mühle (ehemalige Brotfabrik und Schneidemühle) sowie Mahlmühlengebäude mit Anbau (Schneidemühle), Mühlgraben, Resten des Mühlteichs sowie Flusswehr mit aller zugehöriger Technik; vollständig erhaltener Mühlenkomplex mit bedeutenden baulichen und technischen Bestandteilen des 18. und 19. Jahrhunderts von überregionaler technikgeschichtlicher sowie herausragender ortsgeschichtlicher und landschaftsprägender Bedeutung, singulär in Sachsen in seiner besonderen technischen Ausstattung und Komplexität, barockes Gebäude mit Fachwerk-Obergeschoss, wohl älteste erhaltene Mühle Sachsens. | 09242192 |
| Weitere Bilder                                                 | Papiermühle St. Peter Niederlungwitz                                          | Niederlungwitz, Mühlenstraße 1 (Karte)          | 1892              | ehem. Papiermühle St. Peter Niederlungwitz am Lungwitzbach, später Papierfabrik Niederlungwitz; Papiermühle mit Fabrikations- und Wohngebäude, Wirtschaftsgebäude (Stallgebäude) sowie Arbeitsgebäude (mit Trockenräumen) mit Anbau; baugeschichtlich, ortsgeschichtlich und ortsbildprägend von Bedeutung, Mühlengebäude nach Brand im Stil der Gründerzeit Ende 19. Jh. wieder aufgebaut (barockes Türportal blieb erhalten), technisches Denkmal, historische Papiermühlentechnik des 19./20. Jh. erhalten. | 09242189 |
|                                                                | Scheermühle Glauchau                                                          | Glauchau, Am Relsner Eck 2 (Karte)              | um 1900           | ehem. Scheermühle Glauchau am Lungwitzbach, Getreidemühle; Mühle mit vollständig erhaltener technischer Ausstattung; singuläre Anlage auf Grund der Authentizität und Komplexität der technischen Ausstattung. | 09248098 |
| Mühlen am Herrnsdorf-Bräunsdorfer Bach mit Langenberger Bach   |                                                                               |                                                 |                   | |          |
| Weitere Bilder                                                 | Kummerow-Mühle Falken                                                         | Falken, Mühlenweg 2 (Karte)                     | 1594              | ehem. Kummerow-Mühle Falken am Langenberger Bach; Mühle mit Wohnstallhaus und Seitengebäude; baugeschichtlich und technikgeschichtlich von Bedeutung, Wohnhaus mit Fachwerk-Obergeschoss und Sitznischenportal des Renaissance-Zeit. | 09236112 |
| Direkt Bild zu diesem Denkmal hochladen                        | Mühle Falken                                                                  | Falken, Talstraße 8 (Karte)                     | 1734              | ehem. Mühle Falken am Langenberger Bach; Wohnstallhaus einer ehemaligen Mühle; baugeschichtlich und ortsgeschichtlich von Bedeutung, mit Fachwerk-Obergeschoss. | 09236101 |
| Direkt Bild zu diesem Denkmal hochladen                        | Sägemühle Langenchursdorf                                                     | Langenchursdorf, Reichenbacher Weg 3 (Karte)    | um 1800           | ehem. Sägemühle Langenchursdorf am Langenberger Bach, jetzt Holzhandel Uhlmann. Zwei Seitengebäude des Sägewerkes, eventuell ehemalige Sägemühle; baugeschichtlich von Bedeutung, mit Fachwerk-Obergeschoss. | 09236094 |
| Weitere Bilder                                                 | Habermann-Mühle Langenchursdorf                                               | Langenchursdorf, Waldenburger Straße 46 (Karte) | vor 1800          | ehem. Habermann-Mühle Langenchursdorf am Langenberger Bach, Mahl- und Ölmühle, jetzt Technisches Museum Langenchursdorf. Mühlengebäude mit technischer Ausstattung und Wohnhaus; baugeschichtlich und technikgeschichtlich von Bedeutung, Wohnhaus mit Fachwerk-Obergeschoss, Mühlengebäude der Getreidemühle mit hoher turmartiger Überhöhung, originale Mühlentechnik erhalten. | 09236072 |
| Direkt Bild zu diesem Denkmal hochladen                        | Schreinermühle; Teichmühle Bräunsdorf                                         | Bräunsdorf, Untere Dorfstraße 63 (Karte)        | 19. Jh.           | ehem. Schreinermühle; Teichmühle am Herrnsdorf-Bräunsdorfer Bach; Mühlengebäude mit technischer Ausstattung; technikgeschichtlich von Bedeutung. | 09232570 |
| Direkt Bild zu diesem Denkmal hochladen                        | Mittelmühle                                                                   | Bräunsdorf, Untere Dorfstraße 75 (Karte)        |                   | ehem. Mittelmühle am Herrnsdorf-Bräunsdorfer Bach |          |
| Direkt Bild zu diesem Denkmal hochladen                        | Niedermühle Bräunsdorf                                                        | Bräunsdorf, Untere Dorfstraße 95 (Karte)        | um 1800           | ehem. Niedermühle Bräunsdorf am Herrnsdorf-Bräunsdorfer Bach; zwei Seitengebäude der ehemaligen Mühle; zeit- und landschaftstypische bäuerliche Wirtschaftsgebäude in Fachwerkbauweise. | 09232919 |
| Direkt Bild zu diesem Denkmal hochladen                        | Papiermühle Bräunsdorf                                                        | Bräunsdorf, Untere Dorfstraße 70 (Karte)        | um 1800           | ehem. Papiermühle Bräunsdorf am Herrnsdorf-Bräunsdorfer Bach; Wohnhaus der ehemaligen Papiermühle; baugeschichtlich und ortsgeschichtlich von Bedeutung. | 09232573 |
|                                                                | Mühle Mühlwiese                                                               | Uhlsdorf, Am Ullersberg 3 (Karte)               | 1618              | ehem. Mühle Mühlwiese am Herrnsdorf-Bräunsdorfer Bach; Wohnhaus und Seitengebäude der ehemaligen Mühle; Gebäudeensemble von bau- und ortsgeschichtlichem Wert, Wohnhaus mit Fachwerk-Obergeschoss, am Wohnhaus Sitznischenportal mit floralen Verzierungen. | 09241688 |
| Mühlen am Frohnbach                                            |                                                                               |                                                 |                   | |          |
| Direkt Bild zu diesem Denkmal hochladen                        | Knaumühle Limbach-Oberfrohna                                                  | Limbach-Oberfrohna, Knaumühlenweg 51 (Karte)    |                   | ehem. Knaumühle Limbach-Oberfrohna am Pfarrbach |          |
| Direkt Bild zu diesem Denkmal hochladen                        | Mühle Niederfrohna                                                            | Niederfrohna, Obere Hauptstraße 50 (Karte)      |                   | ehem. Mühle Niederfrohna am Frohnbach |          |
| Weitere Bilder                                                 | Wetzelmühle Niederfrohna                                                      | Niederfrohna, Untere Hauptstraße 79 (Karte)     | um 1850           | ehem. Wetzelmühle Niederfrohna am Frohnbach; Mühlengebäude (einschließlich technischer Ausstattung) und Scheune; baugeschichtlich, ortsgeschichtlich und technikgeschichtlich von Bedeutung, voll funktionstüchtige Wassermühle mit oberschlächtigem Wasserrad, Fachwerkgebäude, zum Teil Massivbauten. | 09233477 |
| Direkt Bild zu diesem Denkmal hochladen                        | Neumühle Wolkenburg                                                           | Wolkenburg, Holzmühlenstraße (Karte)            |                   | ehem. Neumühle Wolkenburg am Frohnbach, abgerissen, genaue Lage unklar |          |
| Direkt Bild zu diesem Denkmal hochladen                        | Holzmühle Kaufungen                                                           | Kaufungen, Holzmühlenstraße 9 (Karte)           |                   | ehem. Holzmühle Kaufungen am Frohnbach |          |
| Mühlen am Höllbach mit Mühlaubach                              |                                                                               |                                                 |                   | |          |
| Direkt Bild zu diesem Denkmal hochladen                        | Grützmühle Mühlau                                                             | Mühlau, Thomas-Müntzer-Straße 26 (Karte)        |                   | ehem. Grützmühle Mühlau am Grützteich |          |
| Direkt Bild zu diesem Denkmal hochladen                        | Ölmühle Mühlau                                                                | Mühlau, Fabrikstraße 18 (Karte)                 |                   | ehem. Ölmühle Mühlau am Fabrikteich |          |
| Direkt Bild zu diesem Denkmal hochladen                        | Ahnermühle Mühlau                                                             | Mühlau, Obere Hauptstraße 7 (Karte)             |                   | ehem. Ahnermühle Mühlau am Mühlaubach (auch Elsingbach genannt) |          |
| Direkt Bild zu diesem Denkmal hochladen                        | Mahlmühle Mühlau                                                              | Mühlau, Untere Hauptstraße 30 (Karte)           |                   | ehem. Mahlmühle Mühlau, 1938 abgerissen (wüst) |          |
| Direkt Bild zu diesem Denkmal hochladen                        | Förstermühle Mühlau                                                           | Mühlau, Windbergstraße 1 (Karte)                |                   | ehem. Förstermühle Mühlau |          |
| Direkt Bild zu diesem Denkmal hochladen                        | Kühnertmühle Mühlau                                                           | Mühlau, Untere Hauptstraße 85 (Karte)           |                   | ehem. Kühnertmühle Mühlau |          |
|                                                                | Mühle; Waldgaststätte »Höllmühle«                                             | Chursdorf, Zur Höllmühle 6 (Karte)              | 17./18. Jh.       | ehem. Mühle, Waldgaststätte »Höllmühle«, jetzt Gaststätte; am Höllteich gelegener historischer Rastplatz mit Fachwerkhaus, baugeschichtlich und ortsgeschichtlich von Bedeutung. | 08962594 |
| Mühlen am Brauselochbach                                       |                                                                               |                                                 |                   | |          |
| Direkt Bild zu diesem Denkmal hochladen                        | Kirchmühle, jetzt Walkmühle Schrepel & Kutzschbach Hartmannsdorf              | Hartmannsdorf, Obere Hauptstraße 7 (Karte)      |                   | ehem. Kirchmühle, jetzt Walkmühle Schrepel & Kutzschbach Hartmannsdorf am Brauselochbach |          |
| Direkt Bild zu diesem Denkmal hochladen                        | Ackermannmühle oder Untere Mühle Hartmannsdorf                                | Hartmannsdorf, Untere Hauptstraße 1 (Karte)     |                   | ehem. Ackermannmühle oder Untere Mühle Hartmannsdorf am Brauselochbach |          |
| Direkt Bild zu diesem Denkmal hochladen                        | Tetznermühle oder Obermühle Göppersdorf                                       | Göppersdorf, Göppersdorfer Straße (Karte)       |                   | ehem. Tetznermühle oder Obermühle Göppersdorf am Brauselochbach, genaue Lage unklar |          |
| Direkt Bild zu diesem Denkmal hochladen                        | Hungermühle oder Mittelmühle Göppersdorf                                      | Göppersdorf, Göppersdorfer Straße (Karte)       |                   | ehem. Hungermühle oder Mittelmühle Göppersdorf am Brauselochbach, genaue Lage unklar, abgerissen, jetzt Wohnbauten |          |
| Direkt Bild zu diesem Denkmal hochladen                        | Aurichmühle oder Untere Mühle Göppersdorf am Brauselochbach                   | Göppersdorf, Göppersdorfer Straße (Karte)       | 1827              | ehem. Aurichmühle oder Untere Mühle Göppersdorf am Brauselochbach, genaue Lage unklar |          |
| Direkt Bild zu diesem Denkmal hochladen                        | Stadtmühle Burgstädt                                                          | Burgstädt, Burkersdorfer Straße 30 (Karte)      |                   | ehem. Mühle am Brauselochbach |          |
| Direkt Bild zu diesem Denkmal hochladen                        | Huthmühle                                                                     | Burgstädt, Burkersdorfer Straße 42 (Karte)      |                   | ehem. Mühle am Brauselochbach |          |
| Direkt Bild zu diesem Denkmal hochladen                        | Schöne Mühle                                                                  | Burkersdorf, Burkersdorfer Straße 191 (Karte)   |                   | ehem. Mühle am Brauselochbach |          |
| Weitere Bilder                                                 | Enghardt-Mühle; Heiersdorfer Walzenmühle                                      | Heiersdorf, Heiersdorfer Straße 4 (Karte)       | 1946              | ehem. Enghardt-Mühle am Brauselochbach, Getreidemühle (auch Heiersdorfer Walzenmühle Richard Enghardt). Mühlengebäude mit Büroausstattung, Silo und Mühlentechnik sowie angebautem Müllerwohnhaus; markanter Mühlenkomplex mit kompletter Müllereitechnik von technikgeschichtlicher und ortsgeschichtlicher Bedeutung. | 09232689 |
| Direkt Bild zu diesem Denkmal hochladen                        | Niedermühle Heiersdorf                                                        | Heiersdorf, Heiersdorfer Straße (Karte)         |                   | ehem. Nieder- oder Sparborth-Mühle Heiersdorf am Brauselochbach, abgerissen |          |
| Mühlen am Elsbach                                              |                                                                               |                                                 |                   | |          |
| Direkt Bild zu diesem Denkmal hochladen                        | Scheunenpflugmühle Oberelsdorf                                                | Oberelsdorf, Hauptstraße 80 (Karte)             |                   | ehem. Scheunenpflugmühle Oberelsdorf am Elsbach |          |
| Direkt Bild zu diesem Denkmal hochladen                        | Schenkelmühle Niederelsdorf                                                   | Niederelsdorf, Hauptstraße 105; 107 (Karte)     |                   | ehem. Schenkelmühle Niederelsdorf am Elsbach |          |
| Direkt Bild zu diesem Denkmal hochladen                        | Engelmann-Mühle Niederelsdorf                                                 | Niederelsdorf, Hauptstraße 43 (Karte)           |                   | ehem. Engelmann-Mühle Niederelsdorf am Elsbach |          |
| Direkt Bild zu diesem Denkmal hochladen                        | Zingelmühle Lunzenau                                                          | Lunzenau, Mühlenweg 24 (Karte)                  |                   | ehem. Zingelmühle Lunzenau am Forellenbach |          |
| Direkt Bild zu diesem Denkmal hochladen                        | Schneidemühle Lunzenau                                                        | Lunzenau, Mühlenweg 22 (Karte)                  |                   | ehem. Schneidemühle Lunzenau am Forellenbach |          |
|                                                                | Kellermühle Lunzenau                                                          | Lunzenau, Mühlenweg 2 (Karte)                   |                   | ehem. Kellermühle Lunzenau |          |
| Direkt Bild zu diesem Denkmal hochladen                        | Mittelmühle Lunzenau                                                          | Lunzenau, Altenburger Straße 75 (Karte)         |                   | ehem. Mittelmühle Lunzenau am Elsbach |          |
| Direkt Bild zu diesem Denkmal hochladen                        | Stadtmühle Lunzenau                                                           | Lunzenau, Altenburger Straße 45 (Karte)         |                   | ehem. Stadtmühle Lunzenau am Elsbach |          |
| Mühlen am Erlbach                                              |                                                                               |                                                 |                   | |          |
| Direkt Bild zu diesem Denkmal hochladen                        | Jungsmüller Mühle                                                             | Frankenau, Mittweidaer Straße 92; 94 (Karte)    |                   | ehem. Jungsmüller Mühle am Frankenauer Bach |          |
| Direkt Bild zu diesem Denkmal hochladen                        | Blühermühle Topfseifersdorf                                                   | Topfseifersdorf, Hauptstraße 32 (Karte)         |                   | ehem. Blühermühle Topfseifersdorf oder Topfseifersdorfer Mühle am Erlbach |          |
| Direkt Bild zu diesem Denkmal hochladen                        | Grunerts Mühle Winkeln                                                        | Winkeln, Mühle 1 (Karte)                        |                   | ehem. Grunerts Mühle Winkeln am Erlbach |          |
| Direkt Bild zu diesem Denkmal hochladen                        | Winkeler Mühle; Möbiusmühle                                                   | Winkeln, Zur Mühle 1; 3 (Karte)                 | 1784              | ehem. Winkeler Mühle oder Möbiusmühle am Erlbach; Mühlenhof mit Wohnstallhaus und Scheune und Straßenbrücke; ländliche Mahl- und Schneidemühle, markantes Fachwerkgebäude, landschaftsgestaltend, ortsgeschichtlich von Bedeutung. | 08955074 |
| Direkt Bild zu diesem Denkmal hochladen                        | Richtermühle Kolkau; Kolkauer Mühle                                           | Kolkau, Mittlere Dorfstraße 39 (Karte)          |                   | ehem. Richtermühle oder Kolkauer Mühle am Erlbach |          |
| Weitere Bilder                                                 | Pürstener Mühle                                                               | Pürsten (Karte)                                 |                   | ehem. Pürstener Mühle am Erlbach, Mahl- und Schneidemühle, 1973 abgerissen (wüst), genaue Lage unklar |          |
| Weitere Bilder                                                 | Zöllnitzer Mühle                                                              | Zöllnitz, Zöllnitzer Straße 11 (Karte)          | um 1700           | ehem. Zöllnitzer Mühle am Erlbach, Mühlenbetrieb bis 1987, jetzt als Wohnhaus genutzt. Mühlenhof bestehend aus altem Mühlengebäude, Lagergebäude und Scheune; seit dem 14. Jh. bekannter Mühlenstandort, vollständig erhaltener Mühlenhof einer Wassermühle im ländlichen Raum mit markanten Fachwerkbauten von ortsgeschichtlicher und regionalgeschichtlicher Bedeutung. | 09235774 |
| Direkt Bild zu diesem Denkmal hochladen                        | Hintermühle; Lochmühle Biesern                                                | Biesern, Bieserner Straße 14a (Karte)           | 1809              | ehem. Hintermühle (auch Fliegenmühle oder Lochmühle) Biesern am Erlbach; ehemalige Mühle mit Wohnhaus, Seitengebäude, Teich und Resten des ehemaligen Mühlgrabens; Schneide- und Ölmühle, ortsgeschichtlich von Bedeutung. | 09235776 |
| Direkt Bild zu diesem Denkmal hochladen                        | Untermühle Biesern                                                            | Biesern, Bieserner Straße 7 (Karte)             | um 1800           | ehem. Untermühle Biesern am Erlbach; Wohnhaus mit angebautem Seitengebäude und zweites Wohnstallhaus (östlich) eines ehemaligen Fünfseithofes; Reste eines äußerst selten anzutreffenden Fünfseithofes in zeittypischer Bauweise, städtebaulich markant. | 09235777 |
| Mühlen am Aubach mit Crossener Bach                            |                                                                               |                                                 |                   | |          |
| Direkt Bild zu diesem Denkmal hochladen                        | Zetteritzer Mühle                                                             | Zetteritz, Naundorfer Straße 21 (Karte)         |                   | ehem. Zetteritzer Mühle (auch Teichmühle oder Thamm-Mühle) am Brauhausteich |          |
| Direkt Bild zu diesem Denkmal hochladen                        | Hofmühle (auch Niedermühle) Niedercrossen, jetzt Bäckerei                     | Niedercrossen, Am Rittergut 1 (Karte)           |                   | ehem. Hofmühle (auch Niedermühle) Niedercrossen, Am Rittergut 1, jetzt Bäckerei |          |
| Direkt Bild zu diesem Denkmal hochladen                        | Teupelmühle Crossen                                                           | Niedercrossen 10 (Karte)                        | um 1750           | ehem. Teupelmühle Crossen am Crossener Bach; Schneid- und Mahlmühle mit Wohnstallhaus und kompletter Mahlmühleneinrichtung, Seitengebäude mit Bergkeller und Scheune, Mühlgraben und Mühlenkanal mit allen Wasserbauten; original erhaltener Mühlenkomplex mit ortsbildprägender Bedeutung. | 09236186 |
| Weitere Bilder                                                 | Funkenmühle Kleinmilkau                                                       | Großmilkau, Geringswalder Straße 8 (Karte)      | Ende 18. Jh.      | ehem. Funkenmühle Kleinmilkau am Crossener Bach, Mühlenbetrieb bis 1960. Wohnmühlenhaus eines Mühlenanwesens; straßenbildprägender Fachwerkbau, baugeschichtlich und ortsgeschichtlich von Bedeutung. | 08960009 |
| Direkt Bild zu diesem Denkmal hochladen                        | Grabenmühle Milkau                                                            | Großmilkau, Untergraben 9 (Karte)               |                   | ehem. Grabenmühle Milkau am Crossener Bach |          |
| Direkt Bild zu diesem Denkmal hochladen                        | Fichtenmühle Gröbschütz                                                       | Gröbschütz, Milkauer Straße 27 (Karte)          |                   | ehem. Fichtenmühle Gröbschütz am Crossener Bach |          |
| Direkt Bild zu diesem Denkmal hochladen                        | Arraser Mühle                                                                 | Arras (Karte)                                   |                   | ehem. Arraser Mühle (auch Dathen-Mühle) am Aubach, Schrot- und Schneidemühle, ab 1973 verfallen, Ruine |          |
| Weitere Bilder                                                 | Obstmühle Sachsendorf                                                         | Sachsendorf, Obstmühle 1 (Karte)                | 1738              | ehem. Obstmühle Sachsendorf am Aubach, Öl- und Schneidemühle, Getreidemühle bis 1968 in Betrieb. Wohnstallhaus, drei Seitengebäude und Handschwengelpumpe eines Mühlenanwesens, mit Hausbäumen; ausgezeichnet erhaltenes Ensemble der Holzbauweise, malerisch im Aubachtal gelegen, baugeschichtlich und ortsgeschichtlich von Bedeutung. | 08960048 |
| Weitere Bilder                                                 | Singermühle oder Tränkenmühle Sachsendorf                                     | Sachsendorf, Mühlental 1; 2 (Karte)             | Mitte 19. Jh.     | ehem. Singermühle oder Tränkenmühle Sachsendorf am Aubach, Mühlenbetrieb bis 1960. Wohnstallhaus (Nr. 1), Wohnhaus (Nr. 2), Scheune und Seitengebäude eines Mühlenanwesens; regionaltypischer Vierseithof, baugeschichtlich, ortsgeschichtlich und technikgeschichtlich von Bedeutung. | 08960050 |
| Weitere Bilder                                                 | Niedermühle Sachsendorf                                                       | Sachsendorf, Mühlental 3 (Karte)                | Mitte 19. Jh.     | ehem. Niedermühle Sachsendorf am Aubach, unter Denkmalschutz steht nur: Seitengebäude der Niedermühle; Beispiel der Volksbauweise, baugeschichtlich von Bedeutung. | 08960051 |
| Direkt Bild zu diesem Denkmal hochladen                        | Obermühle Döhlen                                                              | Döhlen, Talstraße 16 (Karte)                    |                   | ehem. Obermühle Döhlen am Aubach |          |
| Direkt Bild zu diesem Denkmal hochladen                        | Hofmühle; Mittelmühle; Wetzig-Mühle Döhlen                                    | Döhlen, Talstraße 4; 5 (Karte)                  | 1868              | ehem. Hofmühle; Mittelmühle; Wetzig-Mühle Döhlen am Aubach; Mühlenanwesen mit Mühlengebäude mit Anbau und zwei Nebengebäuden sowie Hofpflaster; frühe kleinere Industriemühle mit aufwendig gestalteter Fassade, bildprägend, bildet zusammen mit den Nebengebäuden einen vollständig erhaltenen Mühlenhof, ortsgeschichtlich von Bedeutung. | 08955086 |
| Direkt Bild zu diesem Denkmal hochladen                        | Knochenmühle Döhlen                                                           | Döhlen, Haltestelle 2; 3 (Karte)                |                   | ehem. Knochenmühle Döhlen am Aubach |          |
| Mühlen am Auenbach und am Lochmühlenbach                       |                                                                               |                                                 |                   | |          |
| Direkt Bild zu diesem Denkmal hochladen                        | Lochmühle Zettlitz                                                            | Zettlitz (Karte)                                |                   | ehem. Lochmühle Zettlitz am Lochmühlenbach, um 2000 abgerissen (wüst), genaue Lage unklar |          |
| Direkt Bild zu diesem Denkmal hochladen                        | Mühle Geringswalde                                                            | Geringswalde, Buchberg 4 (Karte)                |                   | ehem. Mühle Geringswalde am Klosterbach |          |
| Direkt Bild zu diesem Denkmal hochladen                        | Tränkenmühle Geringswalde                                                     | Geringswalde, Auenstraße 8 (Karte)              |                   | ehem. Tränkenmühle Geringswalde am Auenbach |          |
| Direkt Bild zu diesem Denkmal hochladen                        | Herrenmühle Dittmannsdorf                                                     | Dittmannsdorf, Auenstraße 18 (Karte)            |                   | ehem. Herrenmühle Dittmannsdorf am Auenbach |          |
| Direkt Bild zu diesem Denkmal hochladen                        | Nitzschenmühle Langenau                                                       | Langenau, Mühlental 2 (Karte)                   |                   | ehem. Nitzschenmühle Langenau am Böhmbach |          |
| Direkt Bild zu diesem Denkmal hochladen                        | Rinnmühle Erlbach                                                             | Colditz, Mühlental 2; 3 (Karte)                 | um 1900           | ehem. Rinnmühle Erlbach am Auenbach; Scheune und Saalbau eines ehemaligen Mühlenanwesen; Saal im Schweizerstil, Fachwerk- und Holzbauweise, Scheune oberer Teil verbrettert, Vorbau mit Uhrtürmchen im Heimatstil, heimatgeschichtlich und baugeschichtlich von Bedeutung. | 08970829 |
| Direkt Bild zu diesem Denkmal hochladen                        | Herfurths Mühle                                                               | Colditz, Mühlental (Karte)                      |                   | ehem. Herfurths Mühle am Auenbach, abgerissen (wüst) |          |
| Direkt Bild zu diesem Denkmal hochladen                        | Reichenmühle Colditz                                                          | Colditz, Mühlental 4 (Karte)                    |                   | ehem. Reichenmühle am Auenbach im Mühlental |          |

## Ausführliche Denkmaltexte
1. ↑  
Die Geschichte des Hammergutes reicht bereits in das 16. Jahrhundert zurück. Gegründet wurde es von Andreas Blau aus Nürnberg, der die Blechverzinnung im Erzgebirge einführte und dem die Siedlung Blauenthal ihren Namen verdankt.
Die Bausubstanz des Herrenhauses stammt laut einer Inschrift am Schlussstein von 1677. Der zweigeschossige Baukörper mit steilem Krüppelwalmdach wurde über einem rechteckigen Grundriss errichtet. Das verputzte Erdgeschoss besteht aus Massivmauerwerk, das Obergeschoss hingegen aus einer verputzten Fachwerkkonstruktion.
Vom oberen Hang des Großen Bockautales kommend, prägt die westliche Traufseite als stattliche Schaufassade die Eingangssituation. Ihre Mitte ist betont durch ein Zwerchhaus mit Segmentbogengiebel, der von einem Amphoraaufsatz bekrönt wird, sowie dem in einer Achse liegenden Dachreiter mit Uhr, Laterne und barocker Haube. Gestaffelte Gauben flankieren in zwei Reihen den mittigen Zwerchgiebel des breitgelagerten Daches. Das mächtige Krüppelwalmdach dominiert die Landschaft an der Mündung der Großen Bockau in die Mulde, wo sich einst nicht grundlos das Hammerwerk ansiedelte, um die Wasserkraft für die Weißblechproduktion zu nutzen.
Die für Hammerherrenhäuser typische Bauform entstand seit der Renaissance. Die meist wohlhabenden Besitzer der Hammerwerke, die sogenannten "Hammerherren", ließen sich wuchtige, fast schlossähnliche Wohnhäuser wie jenes in Blauenthal errichten. Durch den Torbogen des eingefriedeten Gutshofes gelangt man zum Haupteingang an der Giebelseite. Das reich gestaltete Rundbogenportal besteht aus seitlichen Granit-Pilastern und einer Sandstein-Archivolte, in der sich zwei symmetrisch angeordnete, delphinartige Drachenfiguren schlängeln. Im Scheitel erinnern das Wappen, die eingemeißelte Jahreszahl und die Initialen F. S. an einen der Besitzer des Hammerwerks, Friedrich Siegel, der das Herrenhaus 1677 erneuern ließ. Durch eine repräsentative Holztür betritt man einen bemerkenswerten Hausflur, den ein Netzgewölbe überspannt. Das Gratgewölbe ist in acht Joche gegliedert. Eigentümlich erscheint die Anlage des Hausflures in der Längsachse des Gebäudes, die sich aus der ungewöhnlich großen Gebäudetiefe erklären lässt. Weitere Gewölbe und eine profilierte Holzbalkendecke mit Einschüben befinden sich im Erdgeschoss, Stuckdecken im Obergeschoss. Hervorzuheben sind teilweise erhaltene vierflügelige Fenster, der originale Dachstuhl und das historische Uhrwerk, das Gottlieb Illing aus Johanngeorgenstadt 1751 für die Turmuhr anfertigte.
Die großzügige Bauweise des Hammerherrenhauses zeugt vom Aufschwung und Reichtum des erzgebirgischen Eisenhüttenwesens, das in Blauenthal 1535 seinen Ursprung fand, als hier der namensgebende Andreas Blau das erste sächsische Blechhammerwerk anlegte. Das Hammerherrenhaus ist architektonisch und ortsgeschichtlich, vor allem aber für die Geschichte der erzgebirgischen Montanindustrie bedeutend und trägt damit zum nationalen Kulturerbe bei.
2. ↑  
Die im Tal auf der Gemarkung Auerhammer auf einem schmalen Grundstück zwischen Zwickauer Mulde und der ehemaligen Eisenbahnlinie Chemnitz–Aue–Adorf gelegene Holzschleiferei Auerhammer des Niederschlemaer Fabrikanten Gustav Heinrich Toelle (1840–1900) entstand in den Jahren 1890–1892.
Toelle, Sohn des Niederschlemaer Hammerwerksbesitzers Wilhelm Gustav Toelle, wandelte das väterliche Hammerwerk bald zu einer Maschinenfabrik für Holzschleiferei- und Papiermaschinen um. In der Folgezeit gründete er oder beteiligte er sich an verschiedenen Papierfabriken und Holzschleifereien in der Region, darunter auch die am vorliegenden Standort. Die Energieversorgung erfolgte über Turbinen, zwischenzeitlich aufgrund der zeitweisen Wasserknappheit auch über eine Dampfmaschine. Mit der Anlage eines Betriebsgrabens am linken Muldentalhang oberhalb der Holzschleiferei mit einem nutzbaren Gefälle von 33 m Ende der 1910er oder Anfang der 1920er Jahre konnte die Beaufschlagung der Turbinen verbessert und die Dampfmaschine wieder ausgebaut werden. Aufgrund der Wirtschaftskrise 1928 stillgelegt, erwarb die AG Sächsische Werke den Produktionsstandort ein Jahr später und betrieb die Wasserkraftanlage bis in die 1960er Jahre, um Strom in das Verbundnetz einzuspeisen. Hierzu wurde das ehem. Produktionsgebäude zu einem kleinen Wasserkraftwerk mit Transformator umgebaut.
Sämtliche Gebäude des Standorts – das zweigeschossige Produktionsgebäude/spätere Kraftwerk mit eingeschossigen Anbauten, das zweieinhalbgeschossige Wohn- und Kontorgebäude sowie das kleinere, zweigeschossige Nebengebäude – sind rote Klinkerbauten mit flach geneigten Satteldächern und zurückhaltender Fassadengliederung durch Gurtbänder, Deutsches Band und Lisenen sowie Konsol-Kranzgesimsen. Die Sohlbänke der regelmäßig angeordneten segmentbogigen Fensteröffnungen bestehen aus Granitwerksteinen. Das Kontor- und Wohngebäude ist dabei aufwändiger gestaltet, als das Produktionsgebäude. So verfügt es an der Schauseite zur ehemaligen Bahnlinie auch über zwei Balkone mit feingliedrigen Konsolen und Geländern aus Gusseisen. Die Umnutzung des ehem. Produktionsgebäudes zum reinen Wasserkraftwerk lässt sich an den Veränderungen der baulichen Hülle ablesen, so z.B. bei dem Ersatz von Fenstern im OG durch Mauerwerksöffnungen für Durchgangsisolatoren oder des fast gebäudehohen Stahltores zur Unterbringung eines Transformators im Gebäude. Die weiterhin betriebsfähige Wasserkraftanlage mit Betriebsgraben, dem Rechenhaus mit in das Landschaftsbild kaskadenartig eingepasstem Überfall, der angeschlossenen Rohrleitung mit Fußgänger- und Rohrleitungsbrücke über die Zwickauer Mulde sowie einer Kaplanturbine im Produktions-/Kraftwerksgebäude komplettieren das Ensemble.
Die in sehr gutem Originalzustand erhaltenen baulichen und technischen Anlagen sind als Zeugnisse der Auer Industriegeschichte, der privatwirtschaftlichen Kraftstromerzeugung sowie später der sächsischen Energieversorgungsgeschichte von regionalgeschichtlichem und technikgeschichtlichem Aussagewert. Im charakteristischen Erscheinungsbild und Baumaterial von Industriebauten des späten 19. Jahrhunderts sind sie außerdem als Bautyp repräsentativ und von bauhistorischer Relevanz (LfD/2014).
3. ↑  
Das Hammerherrenhaus ist ein bauliches Relikt des für die Stadt- und Industrieentwicklung Aues wichtigen Standortes Auerhammer, dessen Name auf das hier im 15. Jahrhundert entstandene Hammerwerk, den „Hammer unter der Aue“, zurückgeht. Nach der Stilllegung des Hammerwerks 1829 erwarb Ernst August Geitner Teile des Areals und begann hier mit der Produktion des von ihm erfundenen Neusilbers (Argentan). Das Hammerherrenhaus, das nach dem 30-jährigen Krieg unter Verwendung älterer Teile neu errichtet wurde, diente u. a. dem Hammerherren Veit Hans Schnorr, dem Gründer von Carlsfeld, als Wohnhaus. Das massive Erdgeschoss, z.T. mit Granit-Fenstergewänden, beherbergt innen eine gekehlte Holzbalkendecke. Im sächsischen Zusammenhang spektakulär ist das Oberstock-Fachwerk (seit der jüngst erfolgten Sanierung wieder sichtbar), das Kopfstreben, Rautenmuster und verschiedene Reihungen von geschwungenen Andreaskreuzen bzw. Feuerböcken aufweist. Das mächtige, gebrochene Satteldach ist wieder mit kleinen stehenden Gaupen ausgestattet und von einem Dachreiter mit Uhr bekrönt. Als letztes Zeugnis des ursprünglichen Hammerwerkskomplexes ist das Hammerherrenhaus nicht nur baugeschichtlich bedeutend, sondern auch technik- bzw. industriegeschichtlich von überörtlicher Bedeutung.
4. ↑  
Als ehemaliges Wohn- und Kontorgebäude der Papierfabrik C. F. Leonhardt, 1898/99 erbaut, urspr. zweigeschossiges Gebäude, straßenseitig aufgestockt. Regelmäßige Fassadengliederung, Sockel und Hausecken sowie Fries ("Deutsches Band") zwischen Erd- und Obergeschoss aus Ziegeln, auch die Fensterverdachungen der Rundbogen- bzw. Segmentbogenfenster bestehen aus Ziegeln. Im Hof schließt im rechten Winkel ein weiteres Gebäude in vergleichbarer Gestaltung an. Zwischen dem benachbarten Beamtenwohnhaus und diesem Gebäude befindet sich eine repräsentative Toreinfahrt mit zwei Pforten und mittig angeordnetem Tor mit Torpfeilern aus Rochlitzer Porphyrtuff. Die Eisentore blieben original erhalten. Im Hof befindet sich ein Kriegerdenkmal für Betriebsangehörige der ehemaligen Papierfabrik, die während des 1. Weltkrieges gefallen sind. Trotz Leerstand und langjährige Bauvernachlässigung (2011) beeindruckt der Baukomplex durch seinen guten Originalbestand. Die typische architektonische Ausbildung und die handwerkliche Qualität des Bauwerks begründen seinen baugeschichtlichen Wert. Als eines der wenigen baulichen Zeugnisse der Papierfabrik Leonhardt erlangt der Baukomplex außerdem eine große orts- und industriegeschichtliche Bedeutung. Mit dem Nachbargebäude prägt es das Straßenbild maßgeblich.
5. ↑  
Das um 1905 erbaute Brunnenhaus ist das letzte erhaltene Bauwerk einer ursprünglich riesigen Produktionsanlage, die für die Ortsentwicklung von Crossen große Bedeutung als der größte Arbeitgeber des Ortes hatte. Zugleich war sie eines der bedeutendsten Industrieunternehmen Zwickaus und seines Umlandes.
Werksgeschichte: Bei den Zellstoffwerken Crossen, hervorgegangen aus der 1895 gegründeten Papierfabrik Leonhardt Söhne, handelt es sich um einen bedeutenden Mühlenstandort, dessen Geschichte bis in das 16. Jh. zurückreicht. Die bereits 1677 erwähnte und aus einer Mahlmühle hervorgegangene Papiermühle des Papiermachers Abraham Mode bestimmte über viele Jahrzehnte die wirtschaftliche Entwicklung von Crossen entscheidend und machte somit diesen Ort zu einem Zentrum der Papierherstellung bzw. der späteren Papier- und Zellstoffindustrie. Einer Untersuchung des Papiermuseums Leipzig zufolge wird vermutet, dass Johann Sebastian Bach Crossener Papier auf Grund seiner guten Qualität für seine Notenhandschriften verwendete.
Bisher abgebrochene Anlagenteile, die bis zum Abbruch Bestandteile der Denkmalliste waren: 1. Säureturm: bedeutendes, das Gelände weit überragendes, technologisches Bauwerk zur sogenannten "Kochsäure"-Herstellung (wird für die Zelluloseaufbereitung benötigt), die aus verschiedenen Rohstoffen und hauptsächlich durch Schwefelverbrennung gewonnen wird. Turm aus Stahlbeton, infolge der Schwefel- und Säurebelastung (Kontaminierung) stark angegriffene und korrodierte Bausubstanz, bereits entkernt und zum Abbruch vorgesehen, wahrscheinlich für Deutschland singulär, im Falle der Nichterhaltung des Bauwerkes ist eine Dokumentation unbedingt erforderlich; Abbruch 2008;
2. Kraftwerk: nördlich des durch das Gelände führenden Mühlgrabens gelegener Gebäudekomplex, 1913 errichtet und in späteren Jahren umgebaut, Maschinenraum mit Holzdach und Stahlfachwerkbindern, Oberlichter, Kopfbau mit turmartiger Überhöhung am Maschinenhaus (vermutlich Flachbodenbehälter im Sinne eines Wasserturmes); Abbruch 1996;
3. sogenannte Papierveredelung bzw. Riegel entlang der Straße der Einheit: industriearchitektonisch aufwendig gestalteter und straßenbildprägender ein- bzw. zweigeschossiger Riegel mit 23 Achsen, Lisenengliederung, Zwillingsfenster mit Segmentbogen, Mittelbetonung durch geschweifte Erker mit Kugelbekrönung und Drillingsfenstern, Fries zwischen den Geschossen, im EG bereits Betonfenster, Abbruch 2002;
4. Wasserturm: früher frei stehend, später durch Schließung des Zwischenraumes bzw. durch bauliche Erweiterungen in westlicher Richtung in den Gebäudekomplex integriert und diesen nur geringfügig überragend, Backsteinbau, achteckiger Turmkopf, Treppenfries im oberen Bereich, Rundfenster (Okuli), vermutlich Zylinderbehälter mit Flachboden; Abbruch 1996;
5. Schornstein: rund, ca. 90 m hoch, Abbruch;
6. Pförtnerhaus: Abbruch 2002;
7. Mühlgraben: relativ breiter Graben, von West nach Nordost durch das Gelände führend, im Westen an das Überfallwehr der Zwickauer Mulde angebunden, Wasserkraft wird im Gelände der Zellstofffabrik nicht genutzt (keine Turbinenkammer), Graben sollte unbedingt auch unter dem Gesichtspunkt einer späteren Wasserkraftnutzung erhalten bleiben. 1996 beseitigt.
Einziges erhalten gebliebenes Bauwerk der Industrieanlage: 
Brunnenhaus: kleines Gebäude, mit Sägezahnfries, Rundbogenfenster, Tür mit Rundbogen, Satteldach mit Schieferdeckung, am nördlichen Ende des Hofes am Eingangsbereich Straße der Befreiung gelegen; letztes erhaltenes Bauwerk der Gesamtanlage.
Der Denkmalwert dieses ursprünglich unbedeutenden Nebengebäudes des Industriebetriebes ergibt sich aus dessen Dokumentationswert als letztes Zeugnis dieses wichtigen Abschnitts der Industriegeschichte Zwickaus.
6. ↑  
Seit 1537 nachgewiesener Standort einer Papiermühle bis heute noch produzierende Papierfabrik und damit die älteste in Deutschland produzierende Papierfabrik. Mit der Übernahme der Mühle 1834/35 durch den aus einer Papiermacher stammenden bedeutenden sächsischen Papierfabrikanten und –händler Ferdinand Traugott Flinsch (1792-1849, ab 1836 alleiniger Inhaber) Ausbau zu einer Papierfabrik und der Herstellung von hochwertigen Papieren insbesondere für die Buchdruck- und Messestadt Leipzig erlangt die Fabrik große industriegeschichtliche Bedeutung. Mit der Entwicklung der Peniger Papierfabrik sind auch verschiedene Innovationen verbunden, so wurde hier u. a. das Papier für das erste deutsche Papiergeld, die „Churfürstlich Sächsischen Cassen-Billets“, hergestellt und die erste Langsiebpapiermaschine der Firma Bryan Donkin aus England aufgebaut. Anhand des heutigen Gebäudebestandes der Fabrik, der verschiedene Bauentwicklungsphasen zwischen 1880 und 1925 umfasst, lässt sich vor allem die Papierproduktion im Zeitalter der Industrialisierung anschaulich nachvollziehen. Bis zu fünf Papiermaschinen waren gleichzeitig in der Fabrik aufgestellt und benötigten eine Vielzahl von Produktionsgebäuden. Die Fabrikgebäude sind entsprechend der jeweiligen Architekturauffassung teils aufwändig gestaltet und baugeschichtlich von Bedeutung. Das Turbinenhaus verweist auf die Energiegewinnung in der Vergangenheit. Darüber hinaus ist ca. 400 m südlich der Fabrik die Gasanstalt erhalten, die zwischen 1863 und 1920 das Werk mit Gas und ab 1865 auch die Stadt Penig versorgte (versorgungsgeschichtliche Bedeutung). Als größter Gewerbebetrieb am Ort steht die Geschichte der Papierfabrik in engster Beziehung zur Geschichte von Penig, woraus sich auch eine große stadtgeschichtliche Bedeutung ergibt. Von den einstigen Zweigwerken in Wilischthal, Reisewitz und in Wolkenstein (Holzschleiferei) ist keine denkmalwürdige Gebäudesubstanz erhalten geblieben.
7. ↑  
Die ihr Wasser einst vom Zschorlaubach beziehende Tauschermühle liegt 2,5km westlich des Stadtzentrums, im 1920 nach Auerhammer und 1930 mit diesem nach Aue eingemeindeten Neudörfel, einer kleinen, heute vor allem von jüngeren Wohnhäusern geprägten bäuerlichen Streusiedlung. Das kombinierte Wohn- und Mühlengebäude, die Scheune und das verfallende Seitengebäude des kleinen, der Überlieferung nach 1820 neu entstandenen Anwesens bilden einen unregelmäßigen, bachnah situierten Dreiseithof, über den der sog. Mühlweg führt. Der Verlauf des heute trocken liegenden Mühlgrabens ist im Gelände und über das begleitende Großgrün noch gut erkennbar, im Hof ist er überwölbt.
Das bauzeitliche Haupthaus als verputzter zweigeschossiger und symmetrisch gegliederter Bruchsteinbau mit einfachen Granitgewänden im EG bzw. -sohlbänken im OG und Satteldach ohne (erhaltene) Aufbauten über rechteckigem Grundriss aufgeführt. Hofseitig fünf Achsen, in der mittleren wohl originale, zweiflügelige und nachträglich aufgedoppelte Haustür mit kräftigem Kämpfer, Oberlicht, Messingschild und Klinke, darüber zwei schmalere, gekuppelte Fenster; wohl originale „Graupelputz“-Reste mit glatten OG-Fensterfaschen und einfachem Traufprofil; Ostgiebel mit vier engeren, im Dachgeschoss zwei Fensterachsen, darüber Halbrundfenster; am Westgiebel einst das – wohl unterschlächtige – Mühlrad; auch innen wohl keine Mahltechnik mehr. Bemerkenswert der zwar desolate, doch komplett bauzeitliche Bestand an barock anmutenden Kreuzstockfenstern mit zarten, durchgehenden Kämpferprofilen und jeweils vier waagerecht zweigeteilten Flügeln. Südwestlich des Haupthauses kleine, gedrungen rechteckige, wohl auch um 1820 errichtete dreizonige Durchfahrtsscheune in verbrettertem Fachwerk mit Satteldach; hofseitig vor SO-Ecke kleiner steinerner Anbau, evtl. Keller-/Gewölbezugang; an der Spitze des Südgiebels eine Heubergeöffnung mit nachträglichem, in senkrechten Metallschienen geführtem, einst über Seile bedienbarem Schiebeladen. Südlich der Scheune großer Hofbaum (Bergahorn). An der SO-Seite des Hofes, also zum Bach, die EG-Bruchsteinmauern des Seitengebäudes.
Das in weitgehend unverbautem Umfeld situierte Mühlenensemble vermittelt mit seiner Lage, seinen Kubaturen und seiner zwar schadhaften, doch weitgehend authentisch und mit vielen Details aus der Bauzeit überkommenen Substanz einen Eindruck von der früheren, aufgelockerten Dorfstruktur und vom vorgründerzeitlichen, regionstypischen ländlichen Bauen. Dafür ist es eines der wenigen im Gebiet der heutigen Stadt Aue erhaltenen Beispiele. Als Mühle nimmt das Denkmal zudem – auch ohne Technik – eine Sonderstellung in der Dorf- bzw. Stadtgeschichte ein, zumal sich ihr Name auch über das um 1905 südwestlich davon an der Straße errichtete Gasthaus „Schlößchen zur Tauschermühle“ weiter trug. Insgesamt besitzt das Objekt damit vor allem bau- und ortsgeschichtliche aber auch dorfstrukturelle Bedeutung. Zudem ist es von wissenschaftlichem Interesse für die historische Bauforschung (LfD/2014).
8. ↑  
Malerisch in der Bachaue des Mülsenbaches unweit des kleinen Dorfes Schlunzig, welches heute zu Zwickau gehört, steht die „Klatschmühle“. Die Wassermühle wird 1555 erstmals als Eigentum von „Simon dem Klatschmüller“ erwähnt. Der Name „Klatsch Mühle“ (1825 in heutiger Schreibweise) soll sich von „Klatschen“ im Sinne von „Klappern“ ableiten. Aber auch das „Klatschen“ der Kutscher mit ihren Peitschen an der unterhalb der Mühle befindlichen Furt, wodurch diese signalisierten, dass sie die Furt passieren wollten, hätte zur Namensgebung der Mühle geführt. Nach mehrmaligem Besitzerwechsel erwirbt 1816 die Familie Tzschentschler die Mühle, in deren Besitz sie sich noch heute befindet. Bis 1930/31 wurde die Mühle als Öl-, Mehl- und Sägemühle betrieben. Nach Abbruch der alten Mehlmühle wird ein modernes fünfgeschossiges Mahlmühlengebäude errichtet, in dem zunächst Mehl und Futter hergestellt wird (heute Futterschrot und Quetschfutter). Vermutlich zeitgleich erfolgte die Stilllegung der alten Sägemühle. Unbekannt ist, wie lange die Ölmühle betrieben wurde. 
Zum Mühlenkomplex gehört das Müllerwohnhaus, ursprünglich ein Fachwerkhaus aus dem 17. Jh., welches 1930/31 und 1975 umgebaut wurde. An dieses Haus fügt sich die fünfgeschossige Mühle von 1930/31 an. Beim Neubau des Mühlengebäudes blieb das Ölmühlengebäude aus dem 19. Jh. erhalten, welches nördlich mit dem Mühlengebäude verbunden ist. Südöstlich steht neben dem Mühlengebäude ein Seitengebäude aus dem frühen 17. Jh., ursprünglich Stall, Bergeraum und Altenteil der Mühle, heute Laden und Lagerraum. Die ehemalige Scheune im Westen der Hofanlage, vermutlich aus dem 17. Jh. stammend, wurde 1984 unter Beibehaltung des alten Dachstuhls umgebaut. Den straßenseitigen Hofabschluss bildet der ehemalige Schweine- und Pferdestall, ein Fachwerkgebäude aus dem beginnenden 19. Jahrhundert, welches heute als Wohnhaus genutzt wird. Bemerkenswert ist das Gebäude der alten Sägemühle, im Kern vermutlich noch 17. Jahrhundert, welches auf der anderen Uferseite des Mühlgrabens gegenüber dem Mahlmühlengebäude steht. Nach Stilllegung der Säge und dem Ausbau des Sägegatters erfolgte der Umbau zum Lagerschuppen, wobei Teile der alten Konstruktion erhalten blieben.
Innenausstattung Mahlmühle von 1931; Schneidemühle ohne Innenausstattung. Das ursprünglich vorhandene oberschlächtige Wasserrad wurde 1924 durch eine Turbine ersetzt, die 2008 noch funktionsfähig war.
9. ↑  
Rote Mühle: Erstmals erwähnt nach Sekundärliteratur Mitte des 14. Jahrhunderts. Es wird vermutet, dass die "Rote Mühle" durch böhmische Siedler um 1365 erbaut wurde. Damals schürften die Siedler am Goldbach nach Erzen und Mineralien. Weiterhin nahm man an, dass die "Rote Mühle" 1697 als Getreidemühle erbaut wurde. In der Ortschronik von Oberlungwitz von 1935 vermerkte der Oberlehrer Richard Hommel, dass die Mühle über einen Mahlgang verfügte und um 1710 von Johann Christian Gottschaldt, dem Gutsbesitzer des Grundstückes erbaut wurde. Zeitgleich sei auch der Mühlgraben angelegt worden. Es gibt hierzu widersprüchliche Auffassungen. Gerichtsakten belegen, dass die "Rote Mühle" vermutlich vor 1708 als Pochwerk mit Schmelzhütte erbaut wurde. Die Prozessakten lassen die Vermutung zu, dass tatsächlich Gottschaldt der "Rote Müller" und damit der Erbauer der Mühle gewesen sei. Danach wechselten in den nächsten annähernd hundert Jahren 10 Mal die Besitzer der Mühle. Da die Bergbautätigkeit schon bald erlahmte, wurde die Mühle möglicherweise schon um 1710 in eine Mahlmühle umgewandelt. Seit 1927 gehört die Mühle nach Hohenstein-Ernstthal. Die Anfang der 1990er Jahre noch vorhandene Mühleneinrichtung stammt größtenteils aus dem Jahr 1885. Bis 1986 betrieb der damalige Besitzer Karl Otto Uhlig die Mühle. Seitdem stand sie leer und verfiel zusehends.
Das Gebäude fällt durch seine ungewöhnlichen Proportionen und seine landschaftsuntypische Dachform auf. Der zweigeschossige Bau hat ein Erdgeschoss aus Ziegelmauerwerk, was eindeutig belegt, dass dieses Erdgeschoss nicht bauzeitlich ist. Das Fachwerk im Obergeschoss weist eine regelmäßige Konstruktion mit zwei Riegeln und zahlreichen Streben auf, alle Holzverbindungen sind gezapft. Es könnte möglicherweise aus der Bauzeit stammen. Abgeschlossen wird das Gebäude durch ein steiles und sehr hohes Walmdach, welches mit großer Wahrscheinlichkeit im frühen 18. Jh. aufgerichtet wurde.
10. ↑  
Zur Geschichte: 
Forschungen des Heimatforschers Fritz Resch ergaben, dass die Mühle erstmals 1489 erwähnt wurde. Vermutlich stand an Stelle der heutigen Mühle seit 1489 bis 1739 ein Vorgängerbau der heutigen Mühle. Es fehlen Hinweise auf eine mögliche Zerstörung des Vorgängerbaus. 1739 wird ein Neubau am alten Standort aufgeführt, der mit nur unwesentlichen Veränderungen heute noch erhalten ist. Diese Mühle entsprach dem Stand der Mühlenbaukunst des 18. Jh. Bauherr des Ersatzneubaus war der Müller Johann Gottfried Rabe, der die Mühle als Panstermühle mit zwei Pansterwerken 1739 neu errichten ließ. Am Türportal weist die folgende Inschrift auf den Bauherrn hin: "Die Mühle ist von Grund heraus erbaut worden von Mstr. Johann Gottfried Raben AO 1739". 1771 wurden der Nordgiebel und die Pansterwerke während eines starken Hochwassers zerstört. Die Pansterwerke wurden nicht mehr eingebaut und der Nordgiebel wurde statt in Fachwerkbauweise als Ziegelwand aufgeführt.
Mühle: Wie oben bereits genannt 1739 durch Johann Gottfried Raben errichtetes Fachwerkhaus, welches im Wesentlichen original erhalten geblieben ist. Das Erdgeschoss ist heute massiv in Ziegelbauweise aufgeführt. Das Türportal aus dem Jahr 1739 sowie die Ausbildung der Fensterlaibungen im Inneren u. a. Baudetails legen die Vermutung nahe, dass das Erdgeschoss bereits 1729 massiv aufgeführt wurde. Das Fachwerk im Obergeschoss mit engstehenden Ständern und demnach schmalen Gefachen ist typisch für die erste Hälfte des 18. Jh. Abgeschlossen wird das Gebäude durch ein hohes Krüppelwalmdach. Lt. vorliegender Baugenehmigung vom Dezember 1913 wurde bis Februar 1914 an der Westseite ein aus Fachwerk mit Ziegelausmauerung versehener Anbau angefügt. Dabei wurde auch der um 1865 von der Westseite in das Gebäude eingebaute große zweischüssige altdeutsche Backofen mit einer Einhausung und Überdachung aus massivem Mauerwerk mit Schieferdach versehen.
Schneidemühle (Mühlenstr. 18): Sägegatter 1895 durch die Fa. Berthold aus Neukirch/Lausitz hergestellt.
Mühlenspeicher (Mühlenstr. 19): 1898 erbauter Neubau an Stelle des Vorgängerbaus. Zweigeschossiger massiver Putzbau mit Krüppelwalmdach mit Schwebegiebeln in sehr gutem Originalzustand. Im Inneren Treppenhaus, Raumstrukturen und Türen erhalten.
Mühlentechnik: In dem 1735 erschienen Werk zur Mühlenbaukunst des Zwickauer Wissenschaftlers Jacob Leupold Theatrum Machinarum Molarium oder Schauplatz der Mühlen-Bau-Kunst wird die Technik der Panstermühle dargestellt. Die Technik der Niederlungwitzer Mühle entsprach der dargestellten Technik dieses Werkes. "Die spezielle Konstruktionsweise und Sinnfälligkeit der Pansterwerke ergibt sich aus der Notwendigkeit auf unterschiedliche Wasserdurchflussmengen reagieren zu können. Einzige technische Möglichkeit der damaligen Tage war die Herstellung eines in der Höhe verstellbaren Wasserradwerkes." (Christian Metzeroth, Manuskript 2009) Nach Auffassung Metzeroths gäbe es in Sachsen kein "funktionsfähiges Demonstarationsmodell für die Funktion von Pansterwerken mit Ziehpanster" mehr. Der Lungwitzbach weist erhebliche Schwankungen der Wassermenge auf, so dass "das Pansterwerk die ideale Konstruktion zur Anpassung der Mühle an das Gewässer" war. Im Zeitraum zwischen 1489 und 1739 wurde die Mühle mit Sicherheit von ein oder zwei unterschlächtigen "Stabrädern" angetrieben. Die Technik dazu wird im gleichen Werk wie oben genannt von Jacob Leupold beschrieben. Von 1939 bis 1771 arbeitete die Mühle mit Pansterwerken. Die Pansterschlitze in der Grabenmauer an der Nordseite sind noch vorhanden. Nach 1771 erhielt sie, durch den ersten Wehrbau ermöglicht, zwei oberschlächtige Wasserräder, die 1922 gegen eine Francis-Turbine mit bis zu 54 PS ausgetauscht wurden. Vom 2 m breiten hölzernen Aufschlaggerinne der 1922 ausgebauten Wasserräder sind zwischen Sägewerk und Mühle 2009 in Folge einer 1922 erfolgten Überdachung noch ca. 8 m im Originalbestand erhalten. Da ein hölzernes Gerinne bei Mühlen nur eine Lebensdauer von 20 – 30 Jahren hat, ist dieses so bewahrte Reststück eine Einmaligkeit.
Flußwehr: 1897 Ersatz des hölzernen Flußwehrs durch ein neues Wehr (Faster-Heimwehr). Dieses Wehr bestand bis zum Hochwasser 1954. Das Wehr nahm dabei allerdings nur wenigen Schaden. "Der an der Wehrschwelle 23 m breite, 50 m lange und 3,1 Meter Gefälle aufweisende Abschußboden sowie die Abgrenzungen aus Bruchsteinmauerwerk blieben bis 2002 unverändert." Heute sind noch die zwischen den Bruchsteinen liegenden Eichenbalken der hölzernen Grundkonstruktion des Wehrs erkennbar. Die Abgrenzung wurde bedingt durch bauliche Eingriffe beim Augusthochwasser 2002 stark zerstört und danach notdürftig wieder hergestellt. Der Wehrteich wurde 1957 rekonstruiert und vollständig bereinigt. Durch verschiedene Umstände kam es zu einer fast 70 % Verlandung des Mühlteichs. Die Wehranlage wurde lt. Planzeichnungen 1897 im Auftrag des Mühleneigentümers Robert  Ernst Medicke erbaut. 
Mühlgraben: Der Mühlgraben hat eine Länge von 935 m und befindet sich auf dem Flurstück 243. Der Graben ist heute noch vollständig erhalten. Der Verlauf des Grabens und seine grundsätzliche Ausprägung blieben in den mehr als 500 Jahren seiner Nutzung im Wesentlichen unverändert. Die im Wasserbuch von 1922 aufgeführten technischen Einrichtungen des Mühlgrabens sind vollständig und in gleicher Form vorhanden. Einlaufbauwerk: aus Wasserteiler und Einlaufgerinne bestehender monolithisch hergestellter Graben mit umlaufender Nut für die Aufnahme der Schieberbrücke. 2002 wurde eine neue Schieberanlage nach altem Vorbild am originalen Ort eingebaut. 
Freifluter im Obergraben: hierbei handelt es sich um eine Überlaufleitung vom Mühlgraben in das Hauptgewässer zum Schutz der Anlieger. Das Rohr des Freifluter ist noch erhalten.
Zulaufgerinne, Sohlenbefestigung, Einlaufschwelle, Freikanal und Höhenbolzen (dient der Vermessung): diese Teile von 1922 blieben erhalten.
Der ca. 935 m lange Mühlgraben befindet sich im Besitz der Obermühle. Er gliedert sich in ca. 475 m Graben oberhalb der Mühle (Obergraben) und ca. 460 m Graben unterhalb der Mühle (Untergraben). Ein weiterer Mühlgraben von ca. 2,0 km Länge schließt sich direkt an und führt das Wasser weiter zur unteren oder Papiermühle. Der heute von der Obermühle genutzte Abschlag zur Rückführung des Grabenwassers auf den Lungwitzbach liegt ca. 150 m auf dem Graben der unteren Mühle.
Zusammenfassend kann festgestellt werden, dass die Situation am Wehr und am Mühlgraben dem Bestand von 1897 entspricht. Auf Grund seines über 500 jährigen Bestands und seiner nunmehr teilweise über 100 jährigen technischen Ausstattung kommt dem Mühlgraben ein großer technikgeschichtlicher, ortsgeschichtlicher sowie ortsbildprägender Wert zu. 
Denkmalwert: Mahlmühlen mit vier Gängen, mit Sägewerk und historischer Brotfabrik mit vergleichbarem geschlossenen Baucharakter und Erhaltungszustand, die den Stand der Technik des 18. Jh. dokumentieren sind zumindest in Sachsen kaum noch oder nicht mehr anzutreffen. Damit ist die Niederlungwitzer Obermühle St. Peter singulär. Integraler Bestandteil der Mühle sind der Mühlgraben, der Mühlteich (wenn auch gegenwärtig teils verlandet) sowie das Flußwehr mit allen zugehörigen Anlagenteilen. Nur durch diese Teile wird der gesamte Produktionsprozess einer Mühle erkennbar. Vielfach gingen gerade diese Anlagenteile oder andere Bestandteile der Mühle verloren, so dass Ensemble wie die Obermühle St. Peter in Sachsen immer seltener werden.
11. ↑  
Das in dieser Form bemerkenswerterweise von 1945–1946 errichtete Mühlengebäude zeigt den üblichen Aufbau einer Getreidemühle mit Transmissionskeller, Mahlboden oder Walzenstuhlboden, Rohrboden, Sichterboden, Schleusenboden und Dachboden. Es ist am seitlichen Siloturm mit 1906 und 1946 bezeichnet. Bis 1945 stand an der Stelle eine Fachwerkmühle, die 1906 von Franz Enghardt erworben wurde. Die Technik, deren ältesten Teile aus der Zeit um 1906 stammen können, hat sich vollständig erhalten. Im Transmissionskeller befindet sich die Haupttransmission. Auf dem Walzenstuhlboden im Erdgeschoss stehen sechs Walzenstühle und eine Quetsche der Firma Grosse aus Lohmen. Die helleren Stühle wurden 1945–1946 aufgestellt, während die dunkleren aus der Zeit um 1930 stammen sollen. Hinzu kommt ein Mahlgang mit Verbindungsstück, ebenfalls von Grosse. Der Rohrboden (erstes Obergeschoss) zeigt wesentliche Teile des Gebläses (pneumatische Passagenförderung oder Pneumatik für Vermahlung), eine Verteilerschnecke oder Mehlschnecke, eine Griesputzmaschine aus Pardubice von 1979, eine (liegende) Kleieschleuder aus Zittau von 1967 sowie Mischmaschinen, eine von Kählitz & Lübcke, Leipzig-Eutritzsch (unteren Enden reichen in den Walzenstuhlboden). Auf dem Sichterboden befinden sich zwei Plansichter um 1965, eine weitere, nicht mehr genutzte Quetsche der Chemnitzer Mühlenbauanstalt und Maschinenfabrik Max Kaermssen, zwei Vertikalmischer und ein Aspirateur des VEB Mühlenbau Dresden von 1965. Auf dem Schleusenboden domieren mehrere Reinigungsmaschinen, ein Filterschrank der Firma Grosse (Logo Gegrolo) und die markanten Abscheider (Zyklone?), die das Mahlgut von der Transportluft trennen. Der Boden heißt Schleusenboden, weil man die dort befindlichen Abscheider auch Schleusen nennt. Auf dem Dachboden (Spitzboden) steht die Zugmaschine und das Schwungrad des Bremsfahrstuhls.
Über alle Etagen des Mühlentraktes erstrecken sich der Bremsfahrstuhl, die Elevatoren und das Gebläse. Die Elevatoren enden im Keller mit ihren Füßen und auf dem Schleusenboden mit ihren Köpfen. Eine Besonderheit bildet der Drehrohrverteiler auf dem Siloboden. Das im gleichen Stil angebaute Müllerwohnhaus ist mit Sicherheit auch 1945–1946 entstanden.
Bei der Enghardt-Mühle handelt es sich, im Vergleich zum Ursprungsbestand, um eine der wenigen noch vollständig erhaltenen historischen Getreidemühlen Sachsens. Erstaunlich sind die Entstehungszeit 1945–1946 kurz nach dem Zweiten Weltkrieg und die Gestaltung, welche mit expressionistischen Fassadenelementen eher an die Architektur um 1925 erinnert. Die Technik mit all ihren Müllereiaggregaten veranschaulicht wirkungsvoll die Funktionsweise einer Mahlmühle. Die Griesputzmaschine aus dem tschechischen Pardubice ist eine Rarität, auch der Drehrohrverteiler besitzt Seltenheitswert. Die unterschiedlichen Aggregate bilden die Entwicklung der Müllereimaschinen in gut 80 Jahren ab, auch der Schritt von den Becherwerken (Elevatoren) hin zum Gebläse, besser deren gleichzeitige Nutzung (wie in der Wauermühle Lohmen) wird deutlich. Abgesehen davon erinnern sie an die vielen sächsischen Firmen (in Chemnitz, Dresden, Lohmen, Zittau usw.) welche Technik für Mühlen hergestellt haben (LfD/2015).

## Landkarten-Archiv
- Messtischblatt 468 Zwickau (1910) (abgerufen am 24. Juli 2025)
- Messtischblatt 441 Altenburg (1910) (abgerufen am 24. Juli 2025)
- Messtischblatt 416 Döbeln (1910) (abgerufen am 24. Juli 2025)
- Sächsische Meilenblätter 1780 bis 1825 (abgerufen am 24. Oktober 2024)